# Kirchberg (Hunsrück)
Kirchberg (Hunsrück) ist eine Stadt im Rhein-Hunsrück-Kreis in Rheinland-Pfalz. Sie ist Sitz der gleichnamigen Verbandsgemeinde und ein Grundzentrum.

## Geographie
Kirchberg, die „Stadt auf dem Berg“, in moselfränkischer Mundart Kerbrich genannt, erhielt 1259 Stadtrechte und ist damit die älteste Stadt auf dem Hunsrück. Sie liegt am Schnittpunkt der alten Straßenverbindung Trier–Kirchberg–Bingen–Mainz, der Römerstraße oder Ausoniusstraße (heute B 50), mit dem Keltenweg Nahe–Mosel (heute B 421 und Landesstraße 184). Seit 1990 wird die Innenstadt durch die Umgehungsstraße der B 50 entlastet. Die stillgelegte Eisenbahnstrecke der Hunsrückquerbahn Langenlonsheim–Stromberg–Rheinböllen–Simmern–Kirchberg–Hermeskeil soll in absehbarer Zeit zumindest teilweise reaktiviert werden. Die Entfernung zur Kreisstadt Simmern/Hunsrück beträgt 10 km in östlicher Richtung und zum Flughafen Frankfurt-Hahn mit internationalen Verbindungen 12 km in westlicher Richtung.

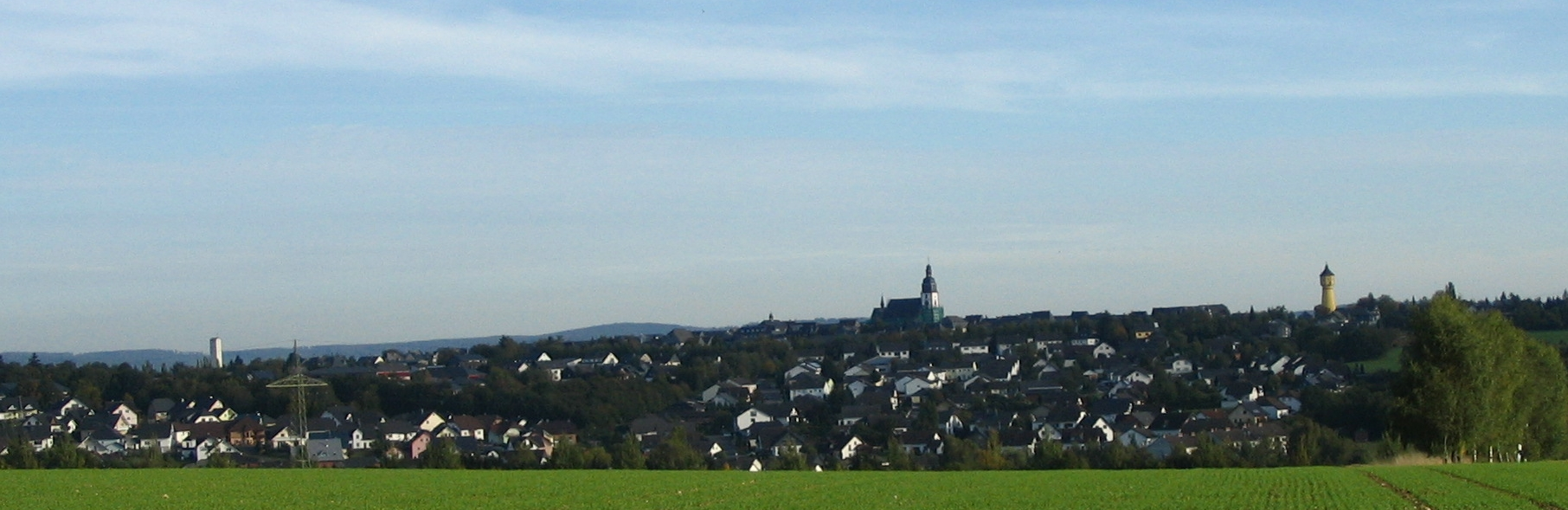
Blick von Norden auf Kirchberg mit den drei Türmen: Wasserturm, Michaelskirche und Friedenskirche

Bereits von Weitem kann man die Türme der beiden Kirchen und den charakteristischen Wasserturm der auf einer Anhöhe gelegenen Stadt Kirchberg sehen. Vom Turm der Michaelskirche sind sichtbar: Im Südosten der Soonwald mit der Burgruine Koppenstein, im Süden der Lützelsoon, im Südwesten Idarkopf und Erbeskopf (816 m), im Nordosten das Gebiet um Kastellaun, im Osten die Kreisstadt Simmern. Westlich von Kirchberg liegt das Kyrbachtal, östlich das Kauerbachtal. Nördlich von Kirchberg verläuft die Hunsrückhöhenstraße von Saarburg nach Koblenz (B 327).

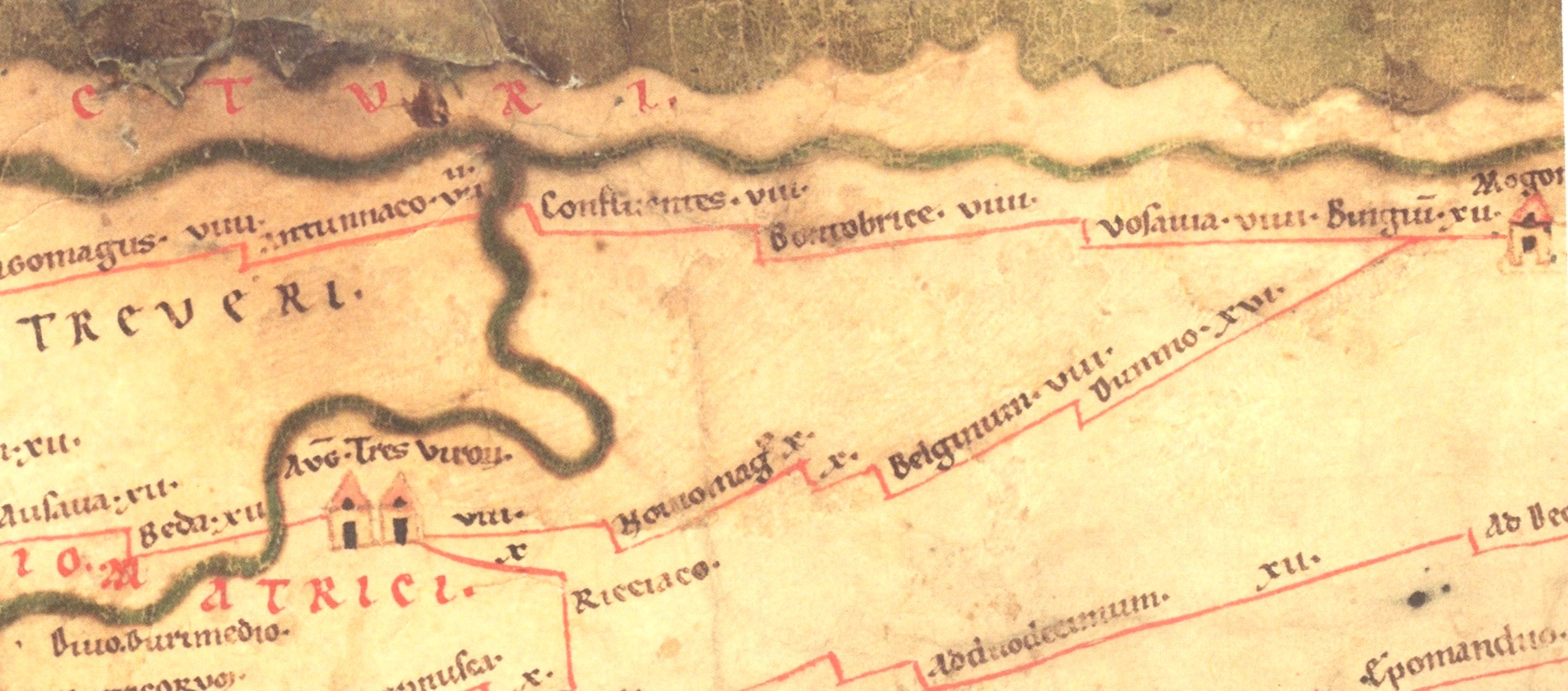
Tabula Peutingeriana (4./12. Jh.). Der Ausschnitt zeigt Dumno (Denzen-Kirchberg) als Etappenort der Römerstraße von Augusta Treverorum (Trier) über Bingen nach Mogontiaco (Mainz). Am Rhein entlang sind eingetragen: Bingium (Bingen), Vosavia (Oberwesel), Bontobrice (Boppard) und Confluentes (Koblenz)

Luftbilder von Kirchberg zeigen deutlich die schrittweise Entwicklung der Stadt: Der nordöstlich in einer Mulde gelegene heutige Stadtteil Denzen (hergeleitet aus dem keltischen Dumno) hat seinen Ursprung in einer vorrömischen Siedlung an der alten Wegekreuzung; der östliche Teil der Stadt war eine Militärstation an der Römerstraße von Trier über den Hunsrück nach Bingen und Mainz, heute Ausoniusstraße genannt nach dem römischen Staatsbeamten und Dichter Decimus Magnus Ausonius (ca. 310–394), der diese Route in seinem Gedicht Mosella zuerst beschrieben hat.
Das mittelalterliche Stadtzentrum war von einer turmbewehrten Mauer mit Tortürmen umgeben, deren Verlauf heute noch aus der Vogelschau sichtbar ist. Um das Oval dieser ehemaligen Stadtmauer herum entstanden in der Folgezeit Wohnsiedlungen, Schulen und Sportanlagen, gärtnerische Nutzflächen und Industriegelände. Die Altstadt wird noch heute durchschnitten von der Trasse der alten Römerstraße, für deren Verlauf die möglichst schnurgerade Ausrichtung typisch war.
Die Stadtfläche beträgt 18 Quadratkilometer, wovon 50 % landwirtschaftliche Nutzfläche, 30 % Wald, 18 % bebaute Fläche und 2 % andere Flächen bilden.

### Nachbarorte
| Nieder Kostenz und Ober Kostenz | Metzenhausen und Kappel                     | Reckershausen und Heinzenbach |
| Dillendorf                      | Kompassrose, die auf Nachbargemeinden zeigt | Unzenberg                     |
| Hecken                          | Dickenschied                                | Rödern und Maitzborn          |

## Geschichte

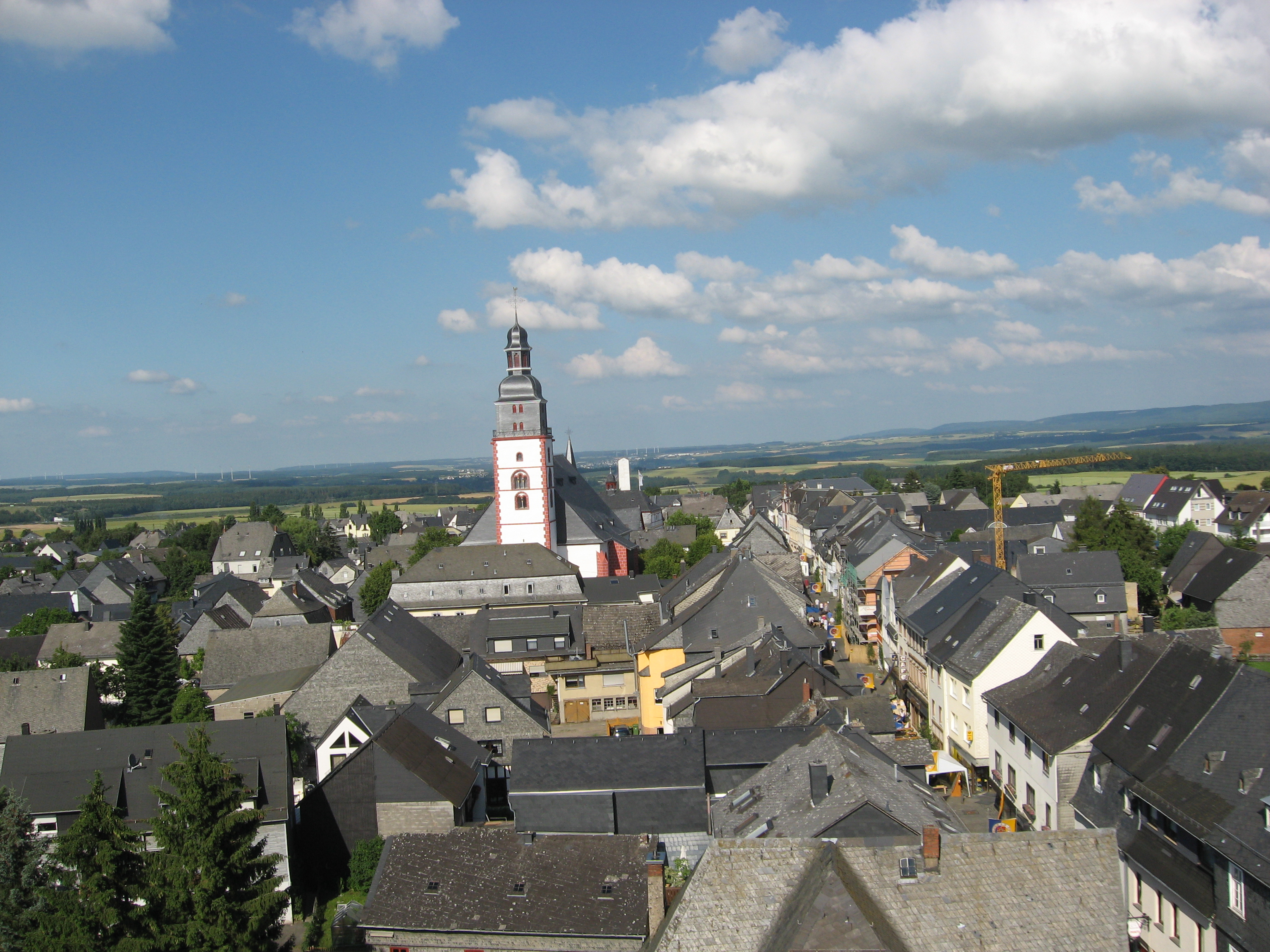
Die Hauptstraße verläuft über der Trasse der Ausoniusstraße von Trier nach Bingen
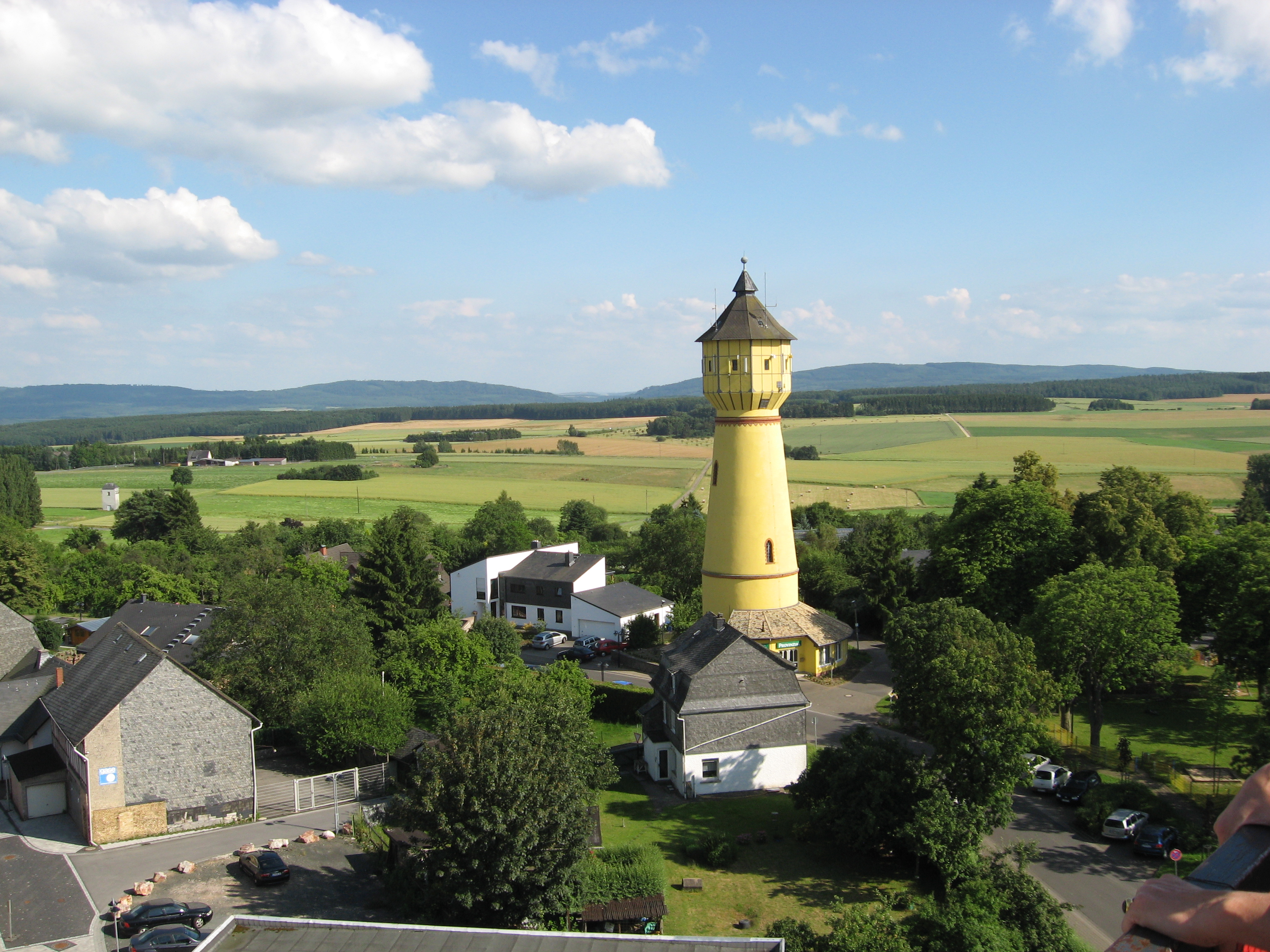
Der Wasserturm im Westen der Stadt (1899)
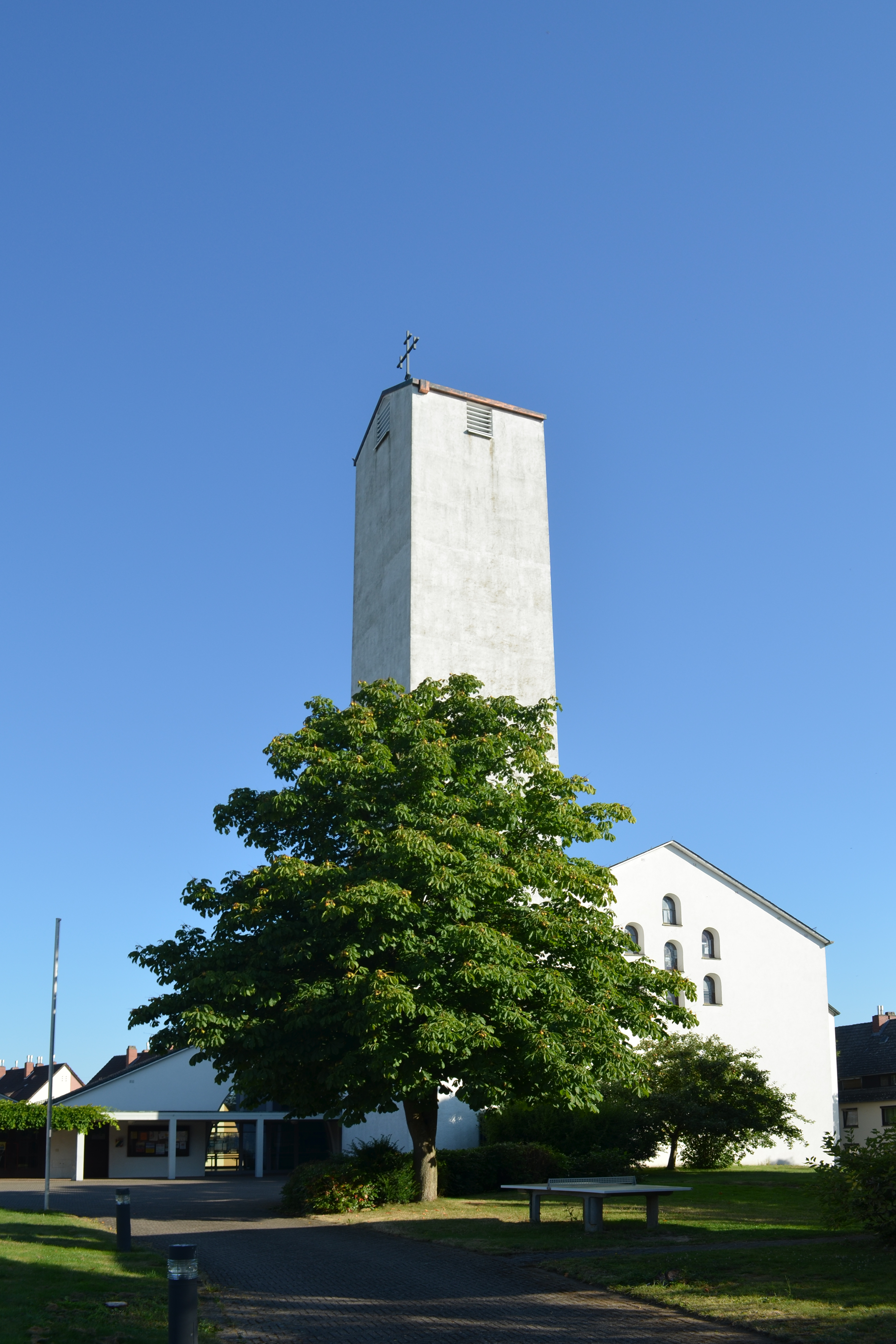
Der dritte Turm gehört zur Friedenskirche (1967) im Osten der Stadt
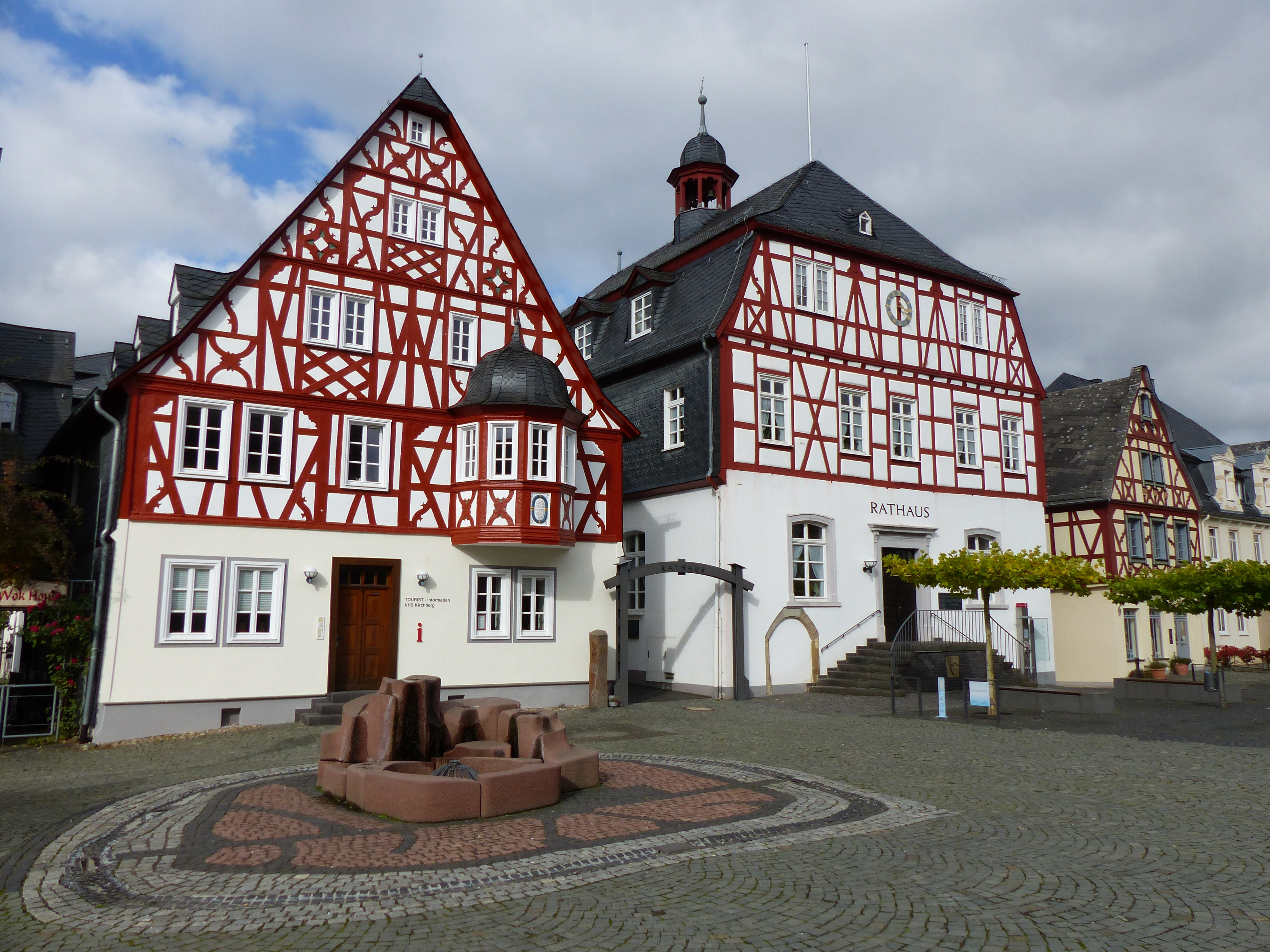
Erkerhaus (1698) und Rathaus (17. Jh./1746)
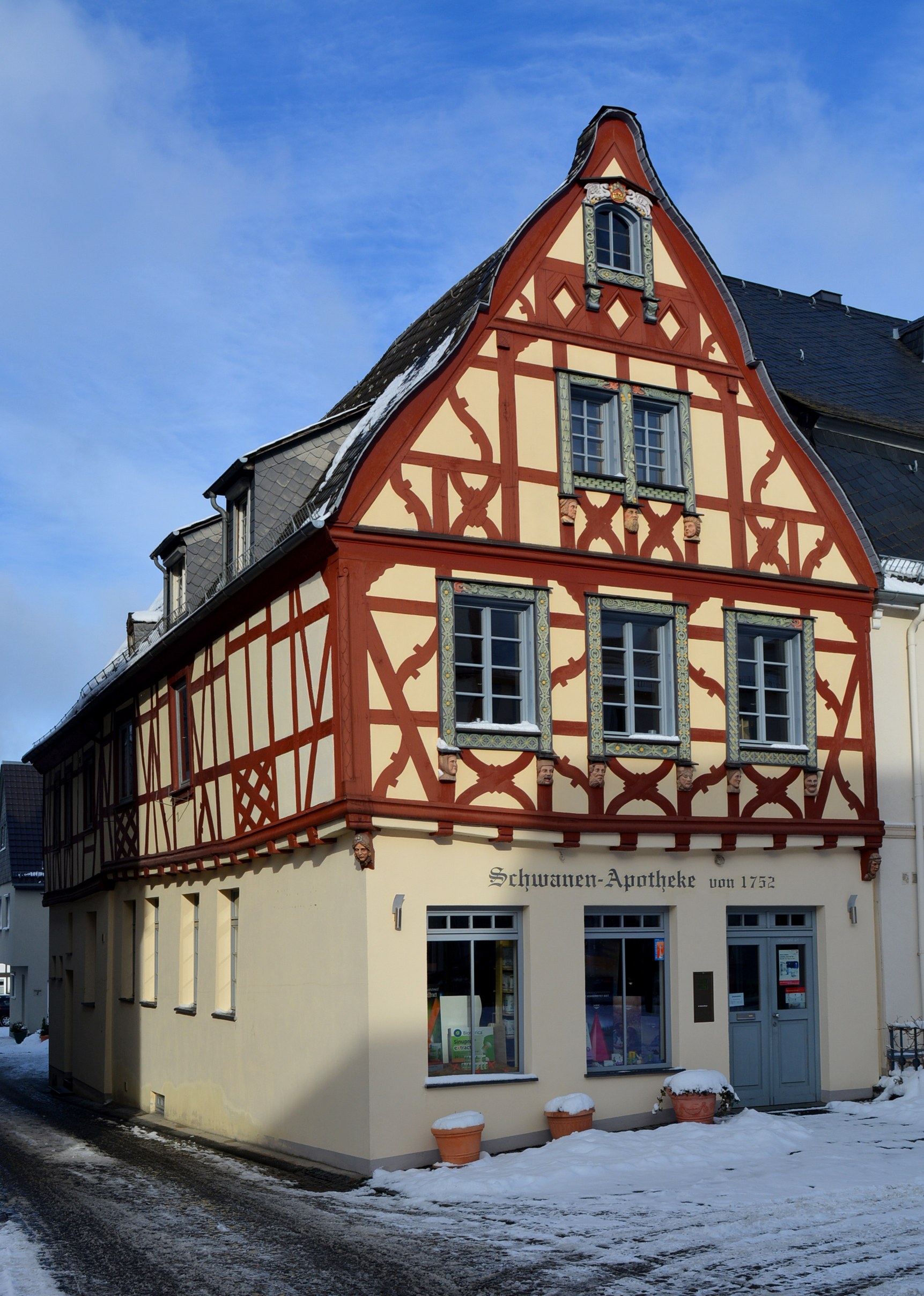
Schwanen-Apotheke: Fachwerkhaus nach 1650, Apotheke seit 1752
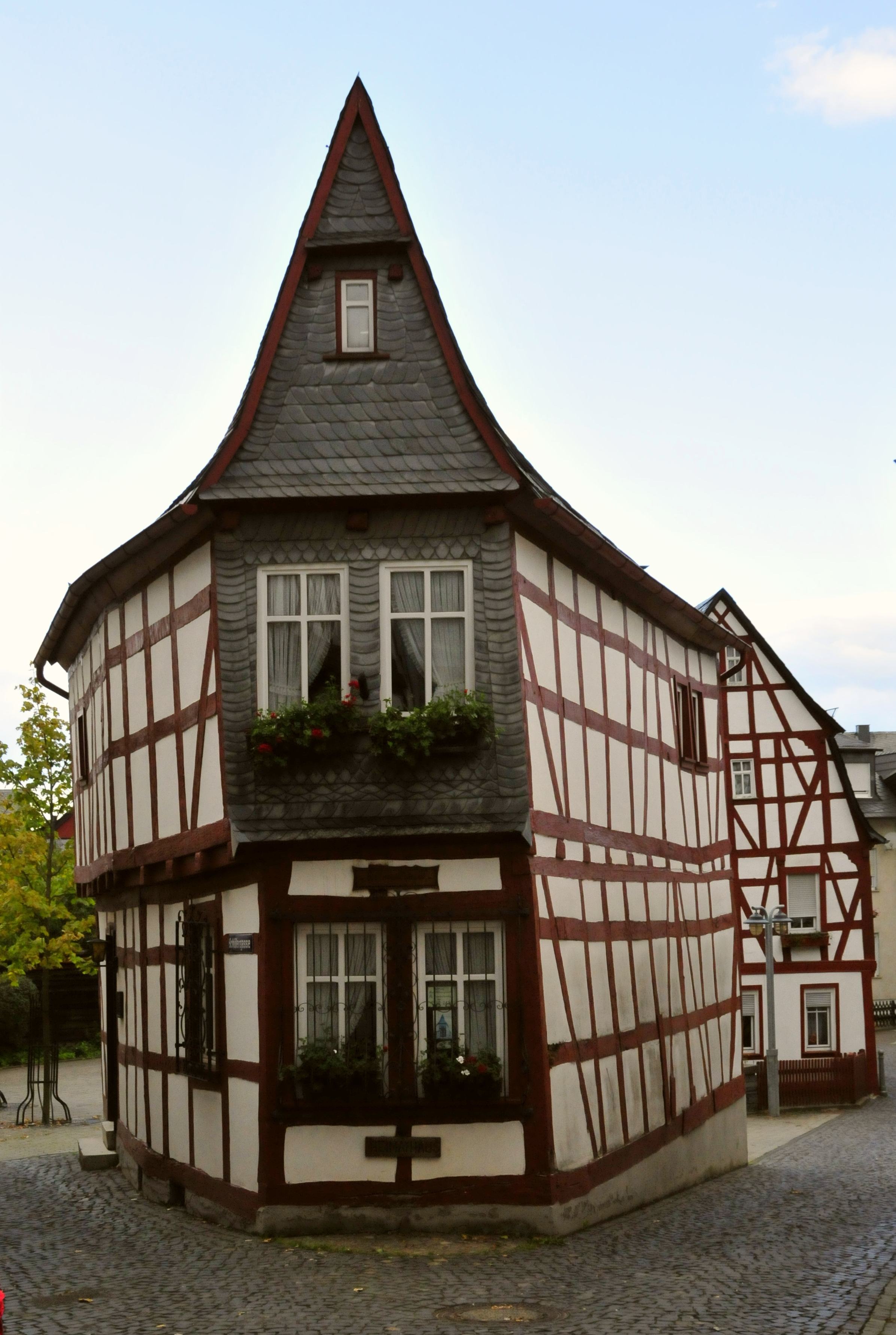
Heimathaus in der Eifelgasse (1732)
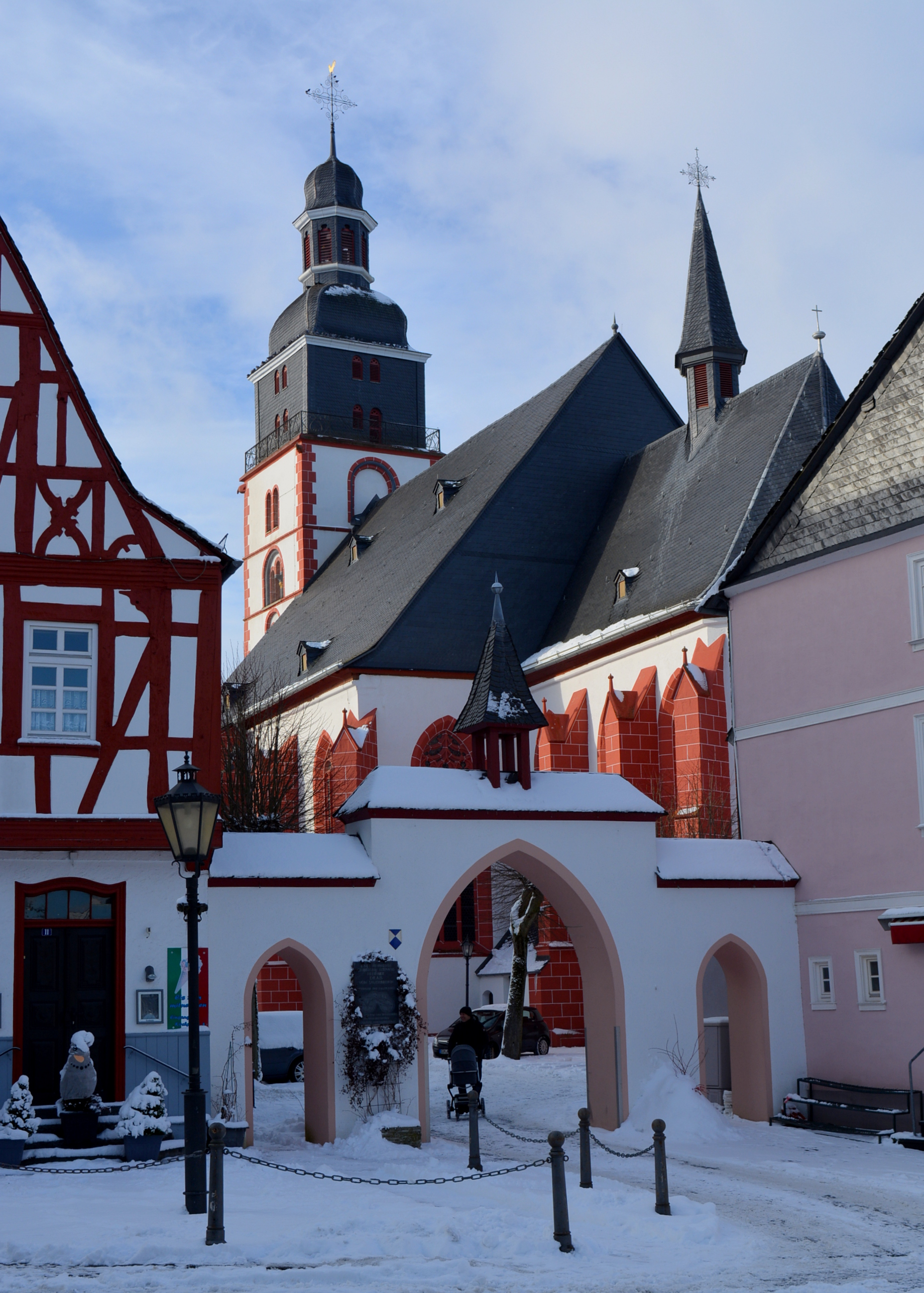
Michaelskirche vom Marktplatz aus gesehen
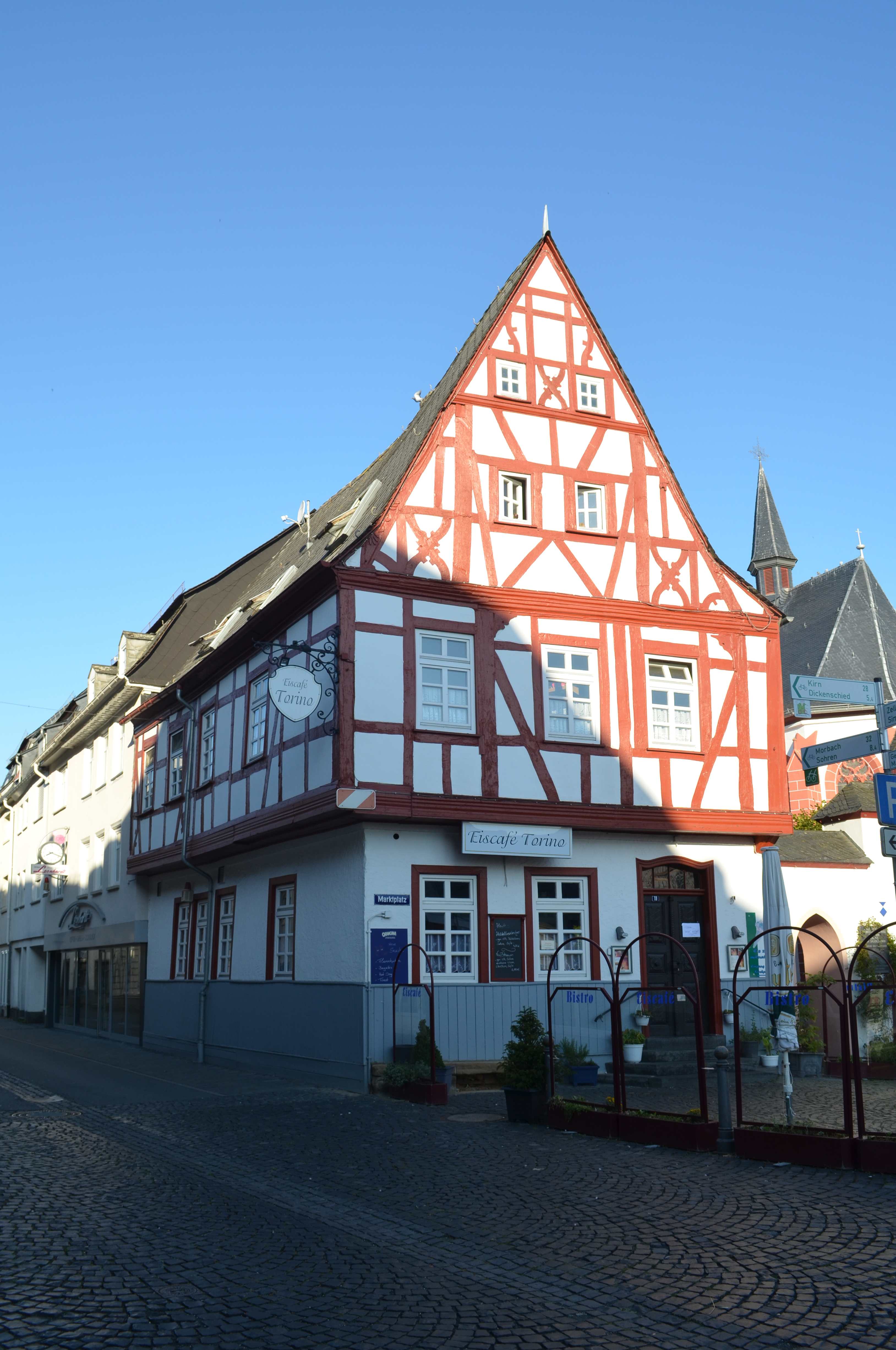
Eckhaus Marktplatz 11 (2. Hälfte 17. Jh.)
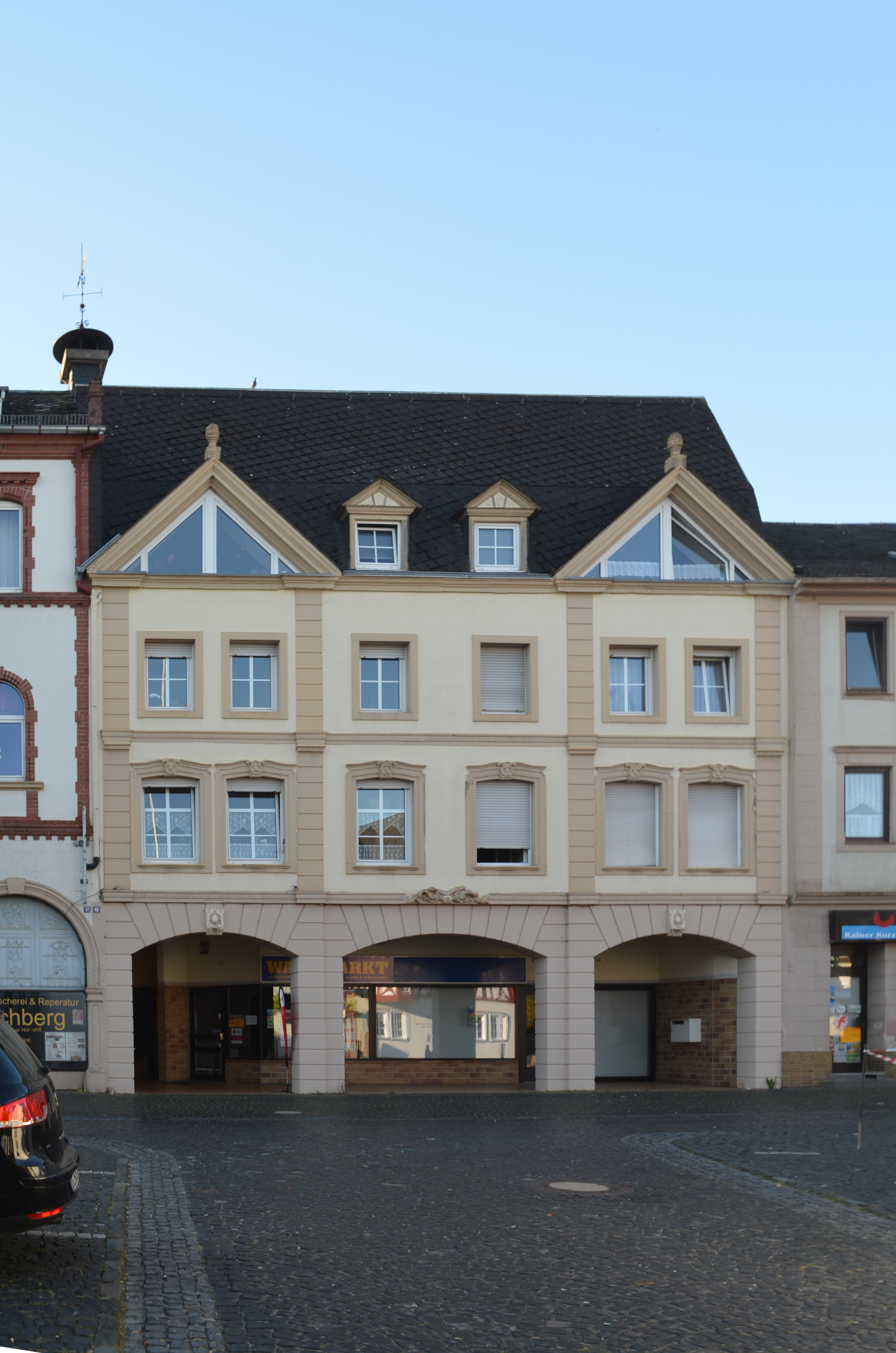
Ehemalige Badische Gendarmerie (nach 1750)
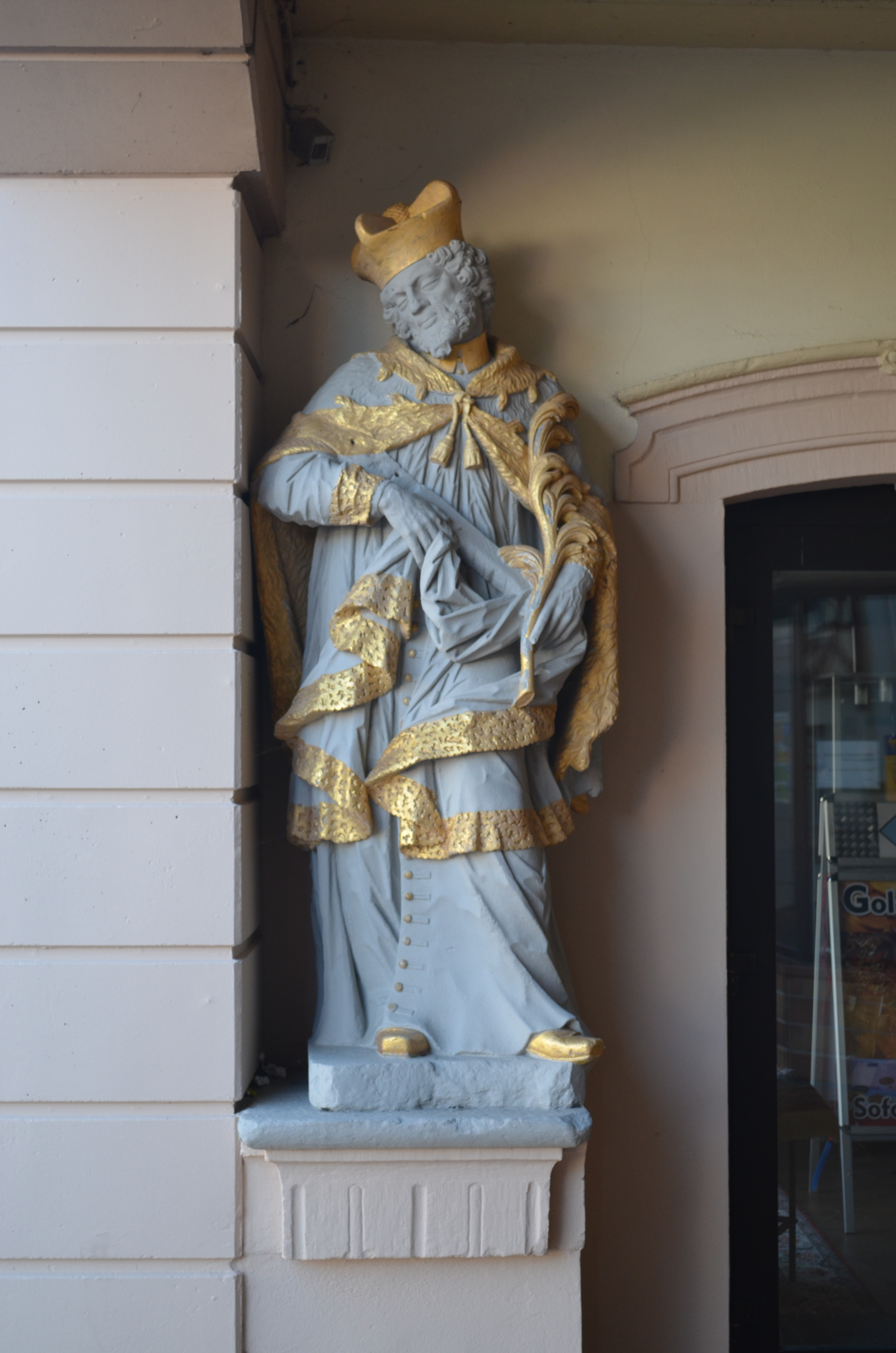
Hl. Nepomuk (um 1750) vor der ehem. Badischen Gendarmerie

Bodenfunde lassen darauf schließen, dass hier bereits seit etwa 400 v. Chr. der Keltenstamm der Treverer gesiedelt hatte. Im 1. Jahrhundert v. Chr. bauten die Römer die Militärstraße von Trier über Neumagen, „Stumpfer Turm“ bei Wederath (dem römischen Belginum an der Grenze zwischen den römischen Provinzen Belgica und Germania inferior), Kirchberg, Bingen nach Mainz; im Ostteil der heutigen Stadt Kirchberg errichteten die Römer eine Siedlung, die Dumno oder Vicus Dumnissus genannt wurde. Diese Ortsbezeichnung findet sich bereits in einer spätantiken Straßenkarte des 4. Jahrhunderts, von der heute noch eine getreue Kopie des 12. Jahrhunderts existiert, die nach ihrem Entdecker benannte Tabula Peutingeriana. Im Jahr 368 erwähnte auch der römische Dichter Ausonius den Ort Dumnissus (= Dumno = Kirchberg) in seinem Gedicht Mosella, das eine dichterische Beschreibung seiner Reise von Bingen über den Hunsrück nach Neumagen und Trier enthält. Damit ist Kirchberg die älteste bekannte Siedlung des Höhengebietes zwischen Mosel, Rhein, Nahe und Saar.
Im 5. Jahrhundert wurde das römische Fiskalland zum Krongut der fränkischen Könige. Aus dem römischen Vicus entstand eine neue Siedlung, die spätestens im 7. Jahrhundert eine erste Kirche (Holzbau) erhielt, wahrscheinlich am Ort der heutigen Michaelskirche. Die neue Siedlung wurde „Chiriperg“ genannt (vermutlich nach dem Kyrbach), woraus später „Kirchberg“ entstanden ist.
Im Jahr 995 schenkte König Otto III. das damalige Königsgut Denzen (praedium Domnissa) dem Trechirgaugrafen Bezelin, dem Vorfahren des Gaugrafengeschlechts der Bertholde, die dann 1074 die östliche Hälfte (mit Denzen) dem von ihnen gestifteten Augustiner-Chorherrenstift Ravengiersburg übertrugen. Die westliche Hälfte (mit Kirchberg) fiel 1248 an die Grafen von Sponheim. Seitdem war die geschichtliche Entwicklung von Kirchberg eng mit den Sponheimern und deren Erben verbunden. 1259 erhielt Kirchberg das Stadtrecht. (Eine erste Urkunde mit geringeren Rechten war bereits 1249 ausgestellt worden).
Bei der Teilung der Grafschaft Sponheim im 13. Jahrhundert kam das Amt Kirchberg zur Vorderen Grafschaft Sponheim und beim Aussterben der Sponheimer im Jahr 1437 zur Gemeinherrschaft von Kurfürst von der Pfalz, Markgraf von Baden und Graf von Veldenz (später Pfalz-Simmern) mit dem Sitz der Verwaltung in Kirchberg. 1689, im Pfälzischen Erbfolgekrieg zerstörten französische Truppen die Stadt und die Befestigungsanlagen. Die Gemeinherrschaft wurde durch die Realteilung von 1708 beendet, wobei das Amt Kirchberg mit dem Unteramt Koppenstein an Baden fiel; Kirchberg wurde Sitz des gleichnamigen Badischen Oberamts. Letzter badischer Oberamtmann war bis 1794 der Vater von Karl Freiherr von Drais, dem Erfinder der ersten zweirädrigen Laufmaschine namens Draisine. Von 1798 bis 1814 war Kirchberg der Verwaltungssitz eines französischen Kantons im Arrondissement Simmern des Département de Rhin-et-Moselle. Mit den Neuordnungen durch den Wiener Kongress 1815 kam die Region an das Königreich Preußen. 1816 wurde die Stadt dann Sitz der preußischen Bürgermeisterei mit 18 umliegenden Gemeinden.
Am 10. Februar 1928 wurde das östlich angrenzende Dorf Denzen, das ehemalige Dumnissus, gegen den Widerstand der Denzer Bevölkerung in die Stadt Kirchberg eingemeindet. Es gab auch einen Bahnhof Kirchberg (Hunsrück).
Seit 1946 gehört Kirchberg mit Denzen zu dem damals neu gebildeten Land Rheinland-Pfalz.
Das Stadtbild wird geprägt von drei Türmen: dem Turm der historischen Michaelskirche im Zentrum, dem im Osten gelegenen Turm der evangelischen Friedenskirche sowie dem 36 Meter hohen Wasserturm im Westen, der 1899 errichtet wurde. Die Türme repräsentieren die mittelalterliche Geschichte, die Industrialisierung und die moderne Stadt.

### Konfessionsstatistik
Am 30. Juni 2005 waren 50,2 % der Einwohner evangelisch, 35,2 % katholisch und 14,6 % waren konfessionslos oder gehörten einer anderen Glaubensgemeinschaft an. Mit Stand Mai 2025 waren von den Einwohnern 38,0 % evangelisch, 25,7 % katholisch und 36,3 % waren konfessionslos oder gehörten einer anderen Glaubensgemeinschaft an. Der Anteil der evangelischen und katholischen Kirchenmitglieder ist demnach im beobachteten Zeitraum beträchtlich gesunken.

### Kirchliche Verhältnisse
Bereits unter den Karolingern entstand auf dem Gebiet des Denzer Königsguts die Großpfarrei Kirchberg mit einer zentralen Taufkirche in Kirchberg sowie mit Kapellen in Gemünden, Dickenschied, Womrath, Denzen, Kappel, Metzenhausen, Ober Kostenz, Würrich und Altlay. Bis zum 16. Jahrhundert war Kirchberg eines der bedeutenden Zentren auf dem Hunsrück. Zum Pastoreibezirk Kirchberg gehörten insgesamt 51 Ortschaften.
Kurfürst Ottheinrich von der Pfalz ließ das Amt Kirchberg 1556 visitieren und das lutherische Bekenntnis einführen. Im Mai 1599 erfolgte ein erneuter Konfessionswechsel: Unter Kurfürst Friedrich IV. (Pfalz) kam das reformierte Bekenntnis zur Geltung.
Auch in der Folgezeit wurden die konfessionellen Verhältnisse durch den Landesherrn oder die militärischen Machthaber bestimmt: Ab 1620 unter spanischer Besatzung nach der Eroberung im Dreißigjährigen Krieg durch Generalleutnant Ambrosio Spinola wieder katholisch, 1631–1635 unter schwedischem Einfluss lutherisch, 1635–1648 katholisch und ab 1648 nach dem Westfälischen Frieden reformiert. Durch Vertrag von 1652 erhielten die Katholiken das Recht, im Haus des badischen Truchsess Gottesdienst zu feiern.

#### Michaelskirche

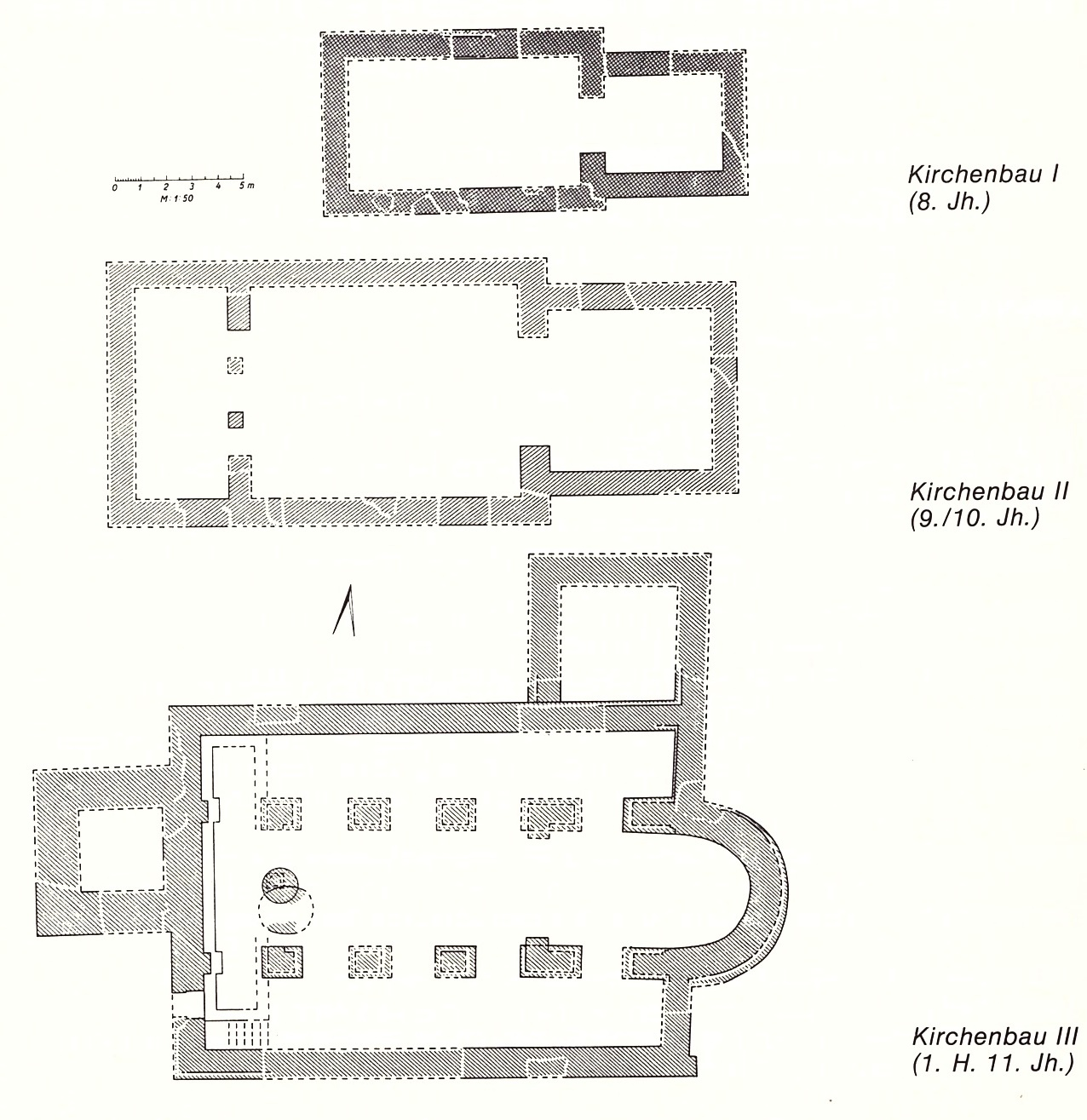
Michaelskirche Bau I, II und III

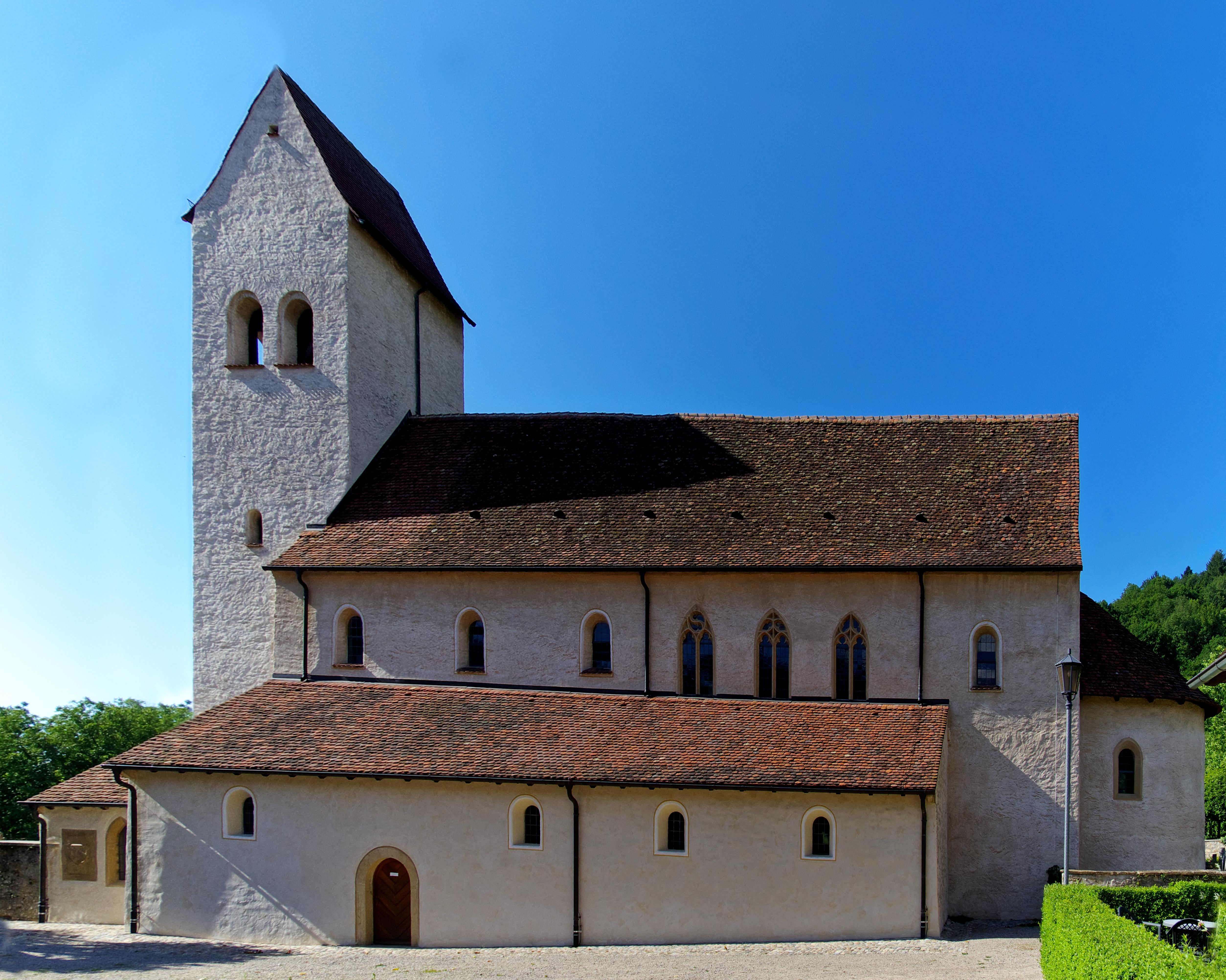
St. Cyriak in Sulzburg/Baden (993) als Vorbild für Bau III

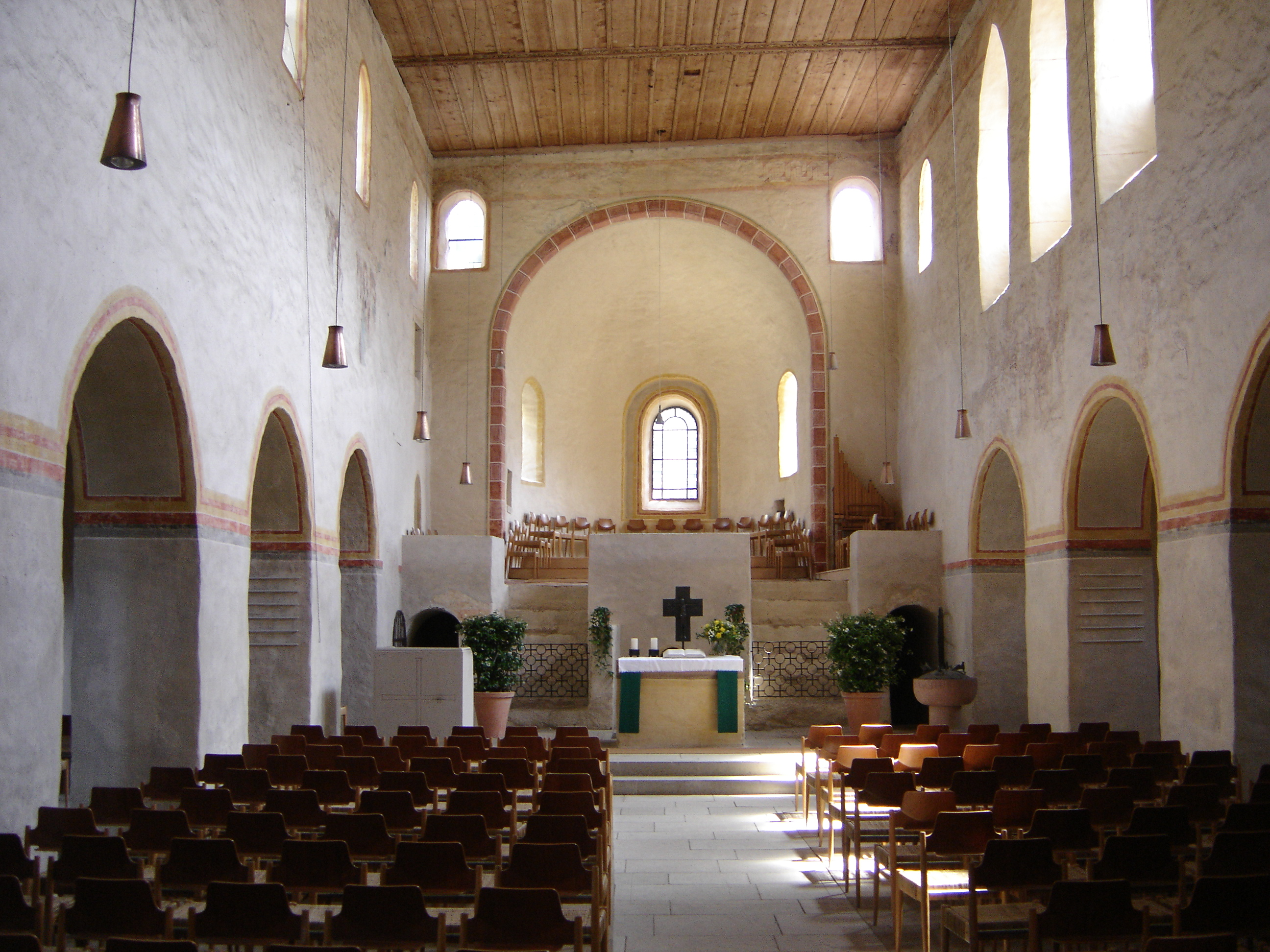
Innenansicht von St. Cyriak in Sulzburg

1688 wurde die Benutzung der Michaelskirche als Simultankirche eingeführt mit der Maßgabe, dass katholische und evangelische Christen die ihnen in hälftiger Eigentumsgemeinschaft gehörende Michaelskirche zu bestimmten Zeiten jeweils allein benutzen durften; die Katholiken waren außerdem berechtigt, den Chorraum mit dem Hochaltar, den beiden Seitenaltären und den Beichtstühlen allein zu nutzen. Dieses Simultaneum wurde durch notariellen Vertrag vom 15. Juni 1965 im gegenseitigen Einvernehmen aufgehoben und durch eine Neuregelung mit ökumenischer Zielsetzung ersetzt: Die evangelische Kirchengemeinde verkaufte ihre hälftige Beteiligung an die katholische Kirchengemeinde, womit der Verkäuferin der Neubau der Friedenskirche mit Gemeindezentrum ermöglicht wurde. Außerdem war geregelt, dass die evangelische Kirchengemeinde bis zur Bezugsfertigkeit ihrer neuen Kirche wie bisher die Michaelskirche nutzen konnte und dass im Gegenzug anschließend die katholische Kirchengemeinde solange in der Friedenskirche zu Gast sein durfte, bis die grundlegende Restaurierung der Michaelskirche mit Turm und die vorausgehenden archäologischen Grabungen im Kirchenbereich durch das Amt für Vor- und Frühgeschichte, Koblenz, abgeschlossen waren. Die Arbeiten wurden schließlich am 6. Juli 1969 beendet.
Die archäologischen Grabungen unter der Michaelskirche brachten erstaunliche Ergebnisse: Die heutige spätgotische Hallenkirche St. Michael hatte drei steinerne Vorgängerbauten, deren Fundamente teilweise freigelegt und zur Besichtigung unter dem Chor der Kirche hergerichtet werden konnten. Es wurde eine ununterbrochene Kontinuität der Kirchen am selben Ort seit vorkarolingischer Zeit bis heute festgestellt. Damit gehören diese Kirchenbauten zu den historisch bedeutendsten und wohl auch ältesten zwischen Trier, Koblenz und Boppard.
Bau I aus der Zeit nach 700 war ein kleiner frühkarolingischer Saalbau mit eingezogenem Rechteckchor. In diesem Bau wurde u. a. das Fragment eines frühchristlichen Grabsteins mit Inschrift gefunden, der als ältestes reales Zeugnis dafür gehalten wird, dass bereits in nachrömischer Zeit Christen auf dem Hunsrück gelebt haben. In der Beschreibung heißt es: „Zudem kann aufgrund der frühen Datierung des Grabsteins davon ausgegangen werden, dass sich die frühchristliche Gemeinde des späteren Kirchberg bereits in einem Vorgängerbau des archäologisch nachgewiesenen Kirchenbaus I versammelt hat. Bei diesem handelte es sich vielleicht um eine frühe Holzkirche oder gar um ein als kirchlicher Versammlungsort genutztes Privathaus.“
Der um 850 errichtete Bau II enthielt einen etwa doppelt so großen Saalbau, diesmal ausgestattet mit einer Taufanlage und einer Empore im Eingangsbereich.

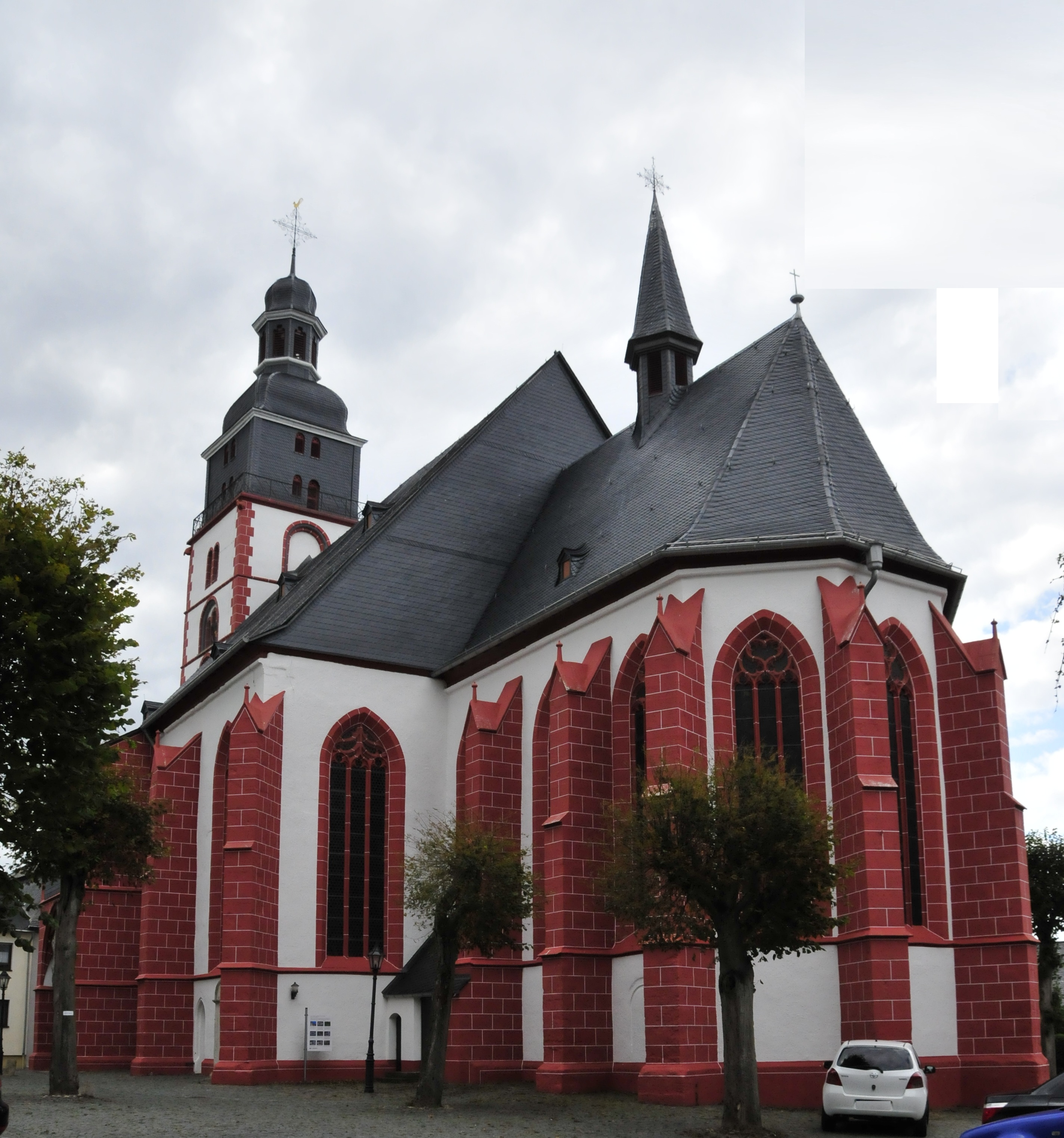
Michaelskirche (1460–1485)

Bau III war eine dreischiffige, flachgedeckte Pfeilerbasilika mit halbkreisförmiger Apsis aus der Zeit vor 1050, wiederum mit Taufanlage und Westempore. Nach Seibrich könnte diese frühromanische Kirche etwa so ausgesehen haben wie die bis heute erhaltene Kirche St. Cyriak in Sulzburg / Markgräflerland, die nur einige Jahrzehnte vorher (993) geweiht worden ist. Der heutige Kirchturm wurde um 1200 auf dem Untergeschoss von Bau III errichtet und später mehrmals erhöht und ergänzt.
Mit erneut verdoppeltem Raumvolumen wurde von 1460 bis 1485 die heutige spätgotische Hallenkirche St. Michael über den Fundamenten der bisherigen Bauten I bis III errichtet mit Vorhalle und Hauptportal auf der Südseite. Über dem Mittelpfosten trägt ein Wilder Mann eine Konsolstütze, auf der eine Skulptur der Madonna oder des Kirchenpatrons gestanden haben könnte. Die maskenhaften Köpfe auf den vier Konsolen des Doppelportals stellen dar: Auf der rechten Seite Jesus mit Dornenkrone und Kreuznimbus und gegenüber ein Frauenkopf mit Kreuzdiadem (Ecclesia); auf der linken Seite ein Faunsgesicht mit Bocksohren und ein Kopf mit negroidem Ausdruck, gedeutet als Symbole der Verdammten.
Im Kircheninnern sind vor allem beachtenswert: Die im Langhaus an Pfeilern und Gewölberippen verteilten zahlreichen Steinmetzzeichen, die Sandsteinkanzel (um 1490), die Grabdenkmäler des 15. bis 18. Jahrhunderts mit dem berühmten Grabmal der Catharina von Hoising im Chor (Meister Johann von Trarbach, nach 1577) und mehreren Grabsteinen des Adelsgeschlechtes von Koppenstein, der Taufstein mit Allianzwappen der Stifterfamilien (1. Hälfte des 18. Jahrhunderts), der Hochaltar und die Seitenaltäre sowie der Orgelprospekt aus der zweiten Hälfte des 18. Jahrhunderts. Die barocke Malerei in den Kappen des Chorgewölbes konnte 1969 zum Teil wiederhergestellt werden. Dargestellt sind in der Mitte: Madonna mit zwei weiblichen Heiligen, Taufe Jesu, Apokalypse und Gnadenstuhl; an den Seiten: die zwölf Apostel und die vier lateinischen Kirchenlehrer; in den Gewölbekappen nach Westen: Sebastian und Rochus, Barbara und Margaretha, Florian und Martin; außerdem Gegenüberstellungen von neutestamentlichen Szenen mit Darstellungen aus dem Leben der bis 1757 in Kirchberg tätigen Karmeliten: Petri Fischzug und Nachfolge Christi, Darstellung Jesu im Tempel und Taufvorbereitungen in einer Kirche, wobei die letzte Szene eine auffallende Ähnlichkeit mit der Michaelskirche und deren Taufstein hat. Die übrige Ausmalung der Kirche wurde 1969 nach vorgefundenen Resten und ergänzend nach historischen Vorbildern gestaltet.

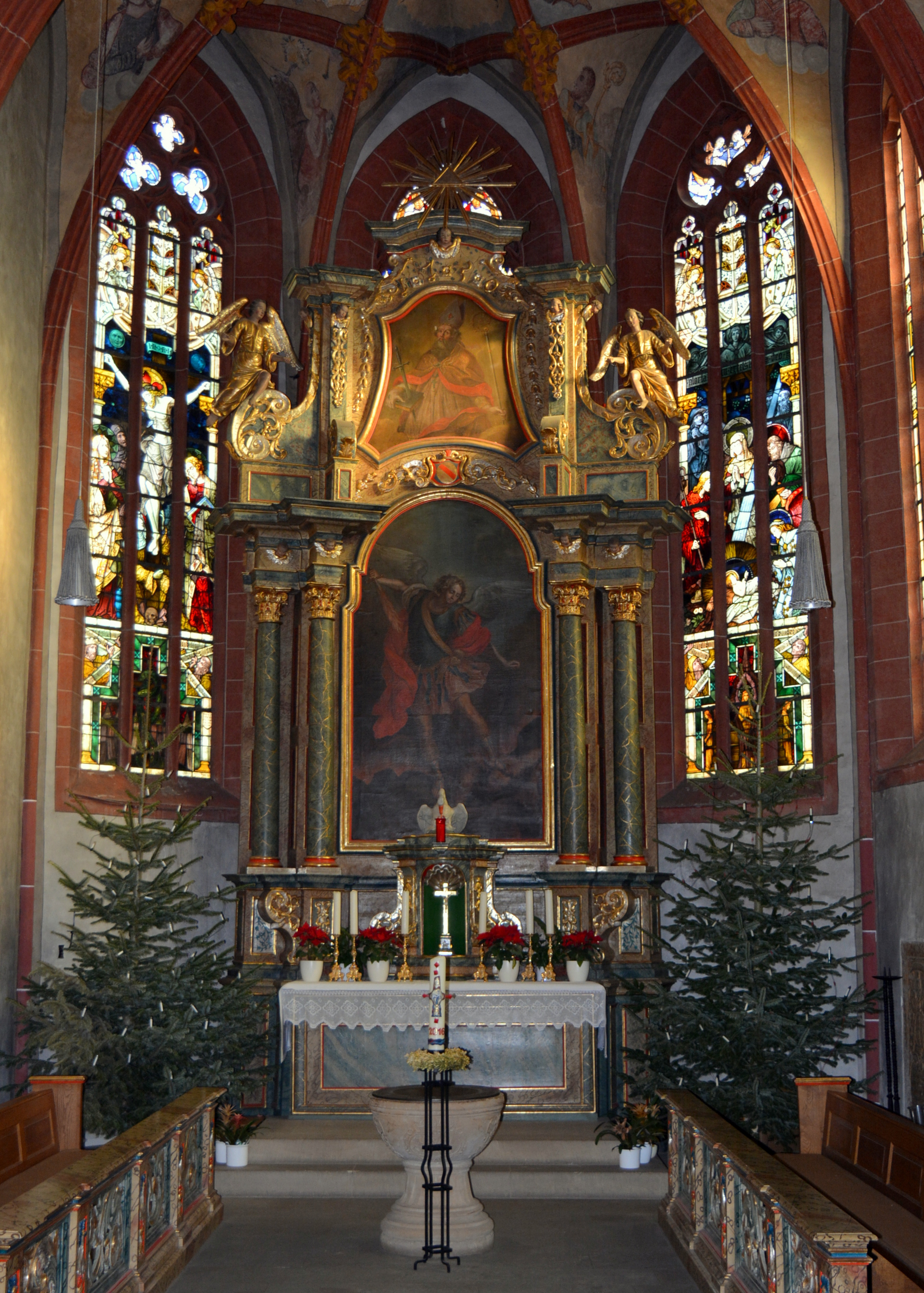
Hochaltar mit Gemälde Michael im Kampf mit Luzifer (nach Guido Reni)
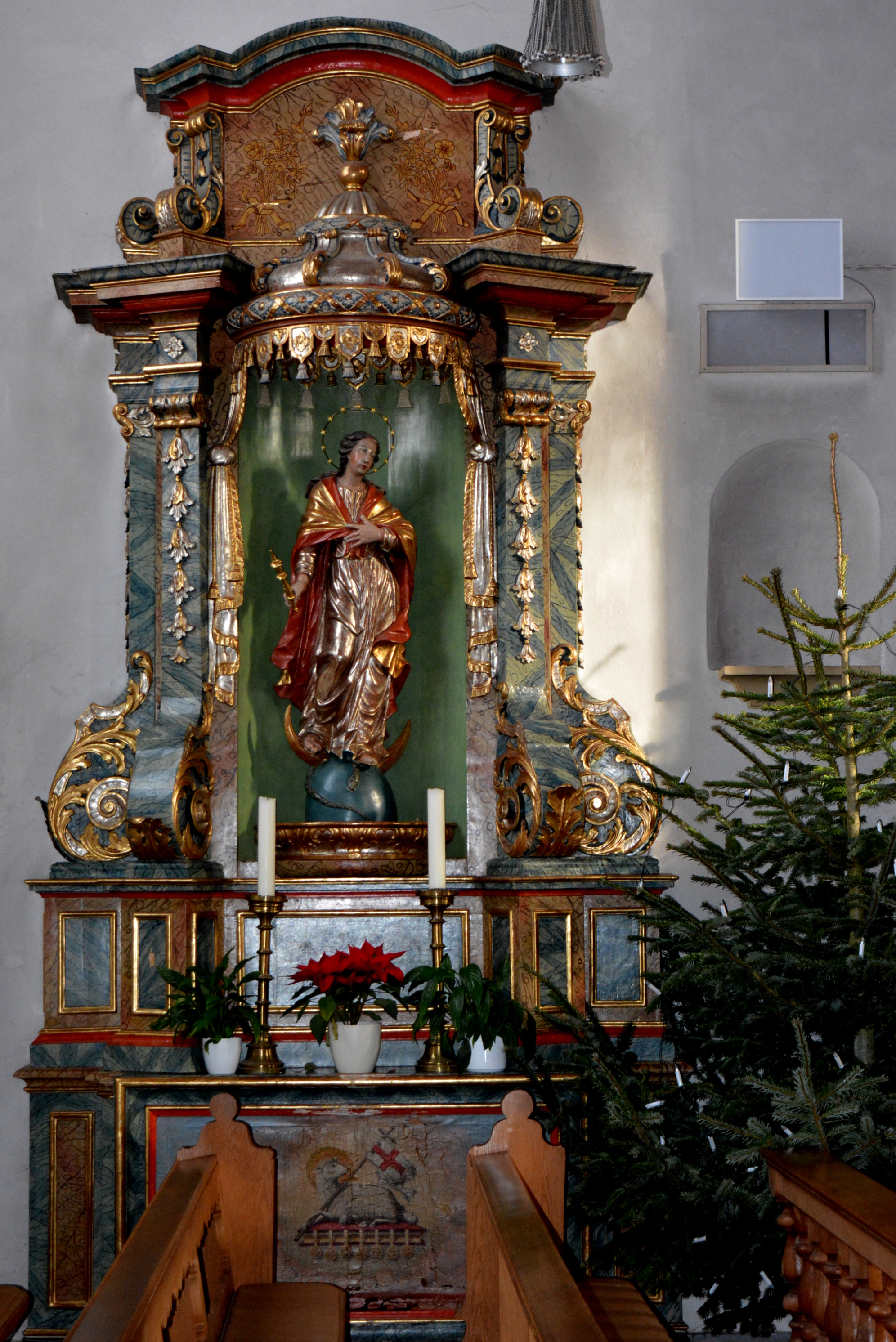
Marienaltar auf der Nordseite
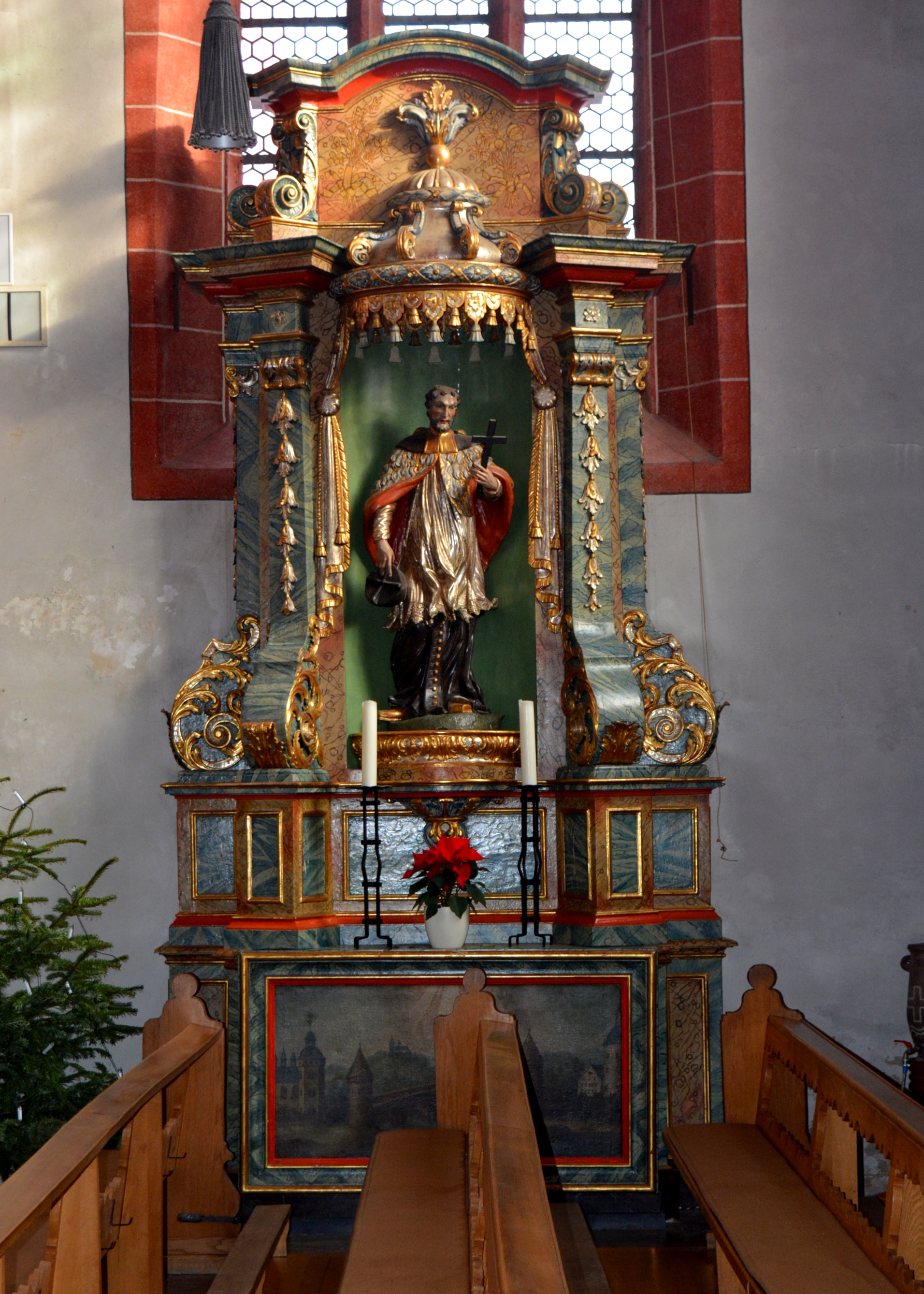
Nepomukaltar auf der Südseite
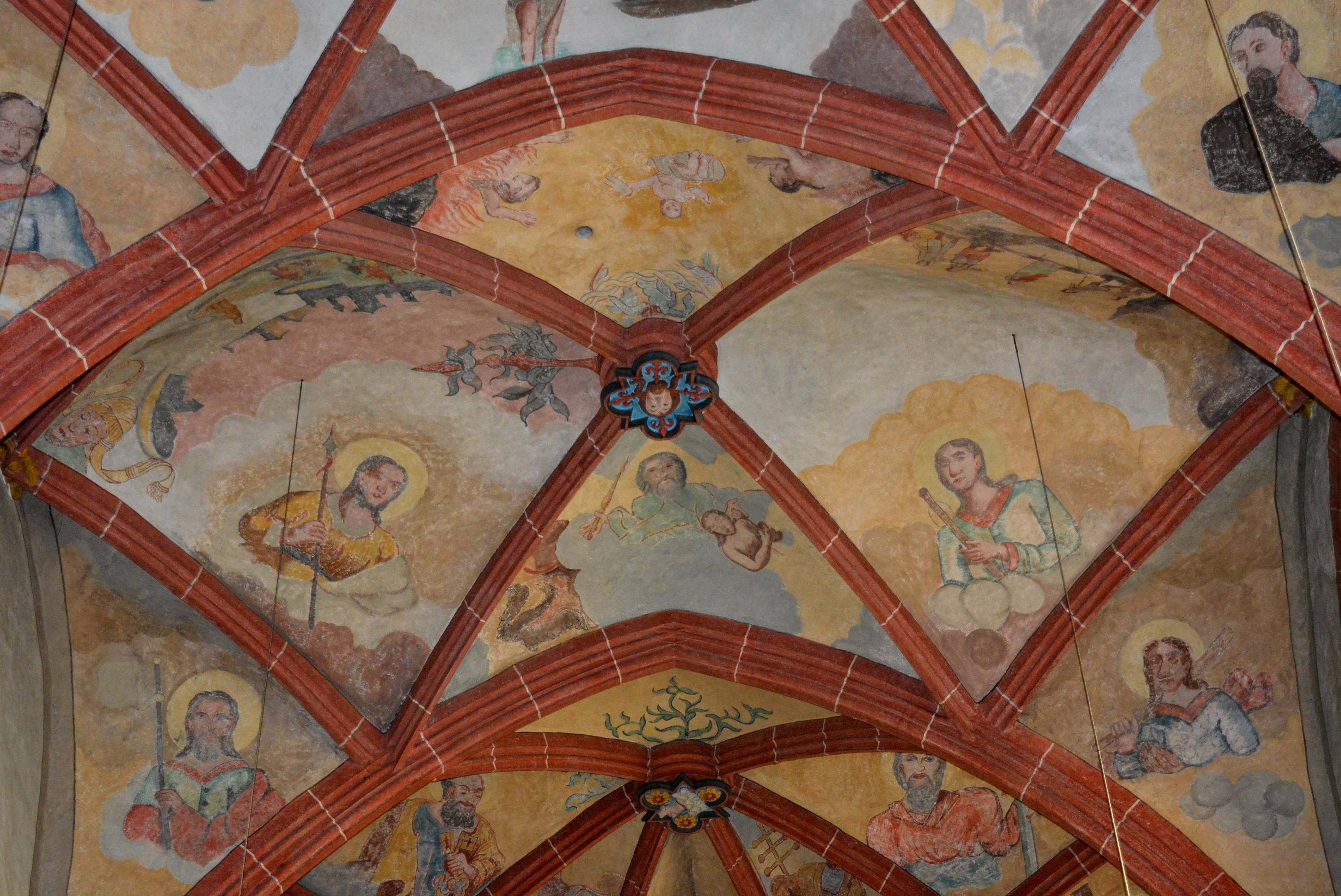
Ausmalung des Chorgewölbes mit den zwölf Aposteln
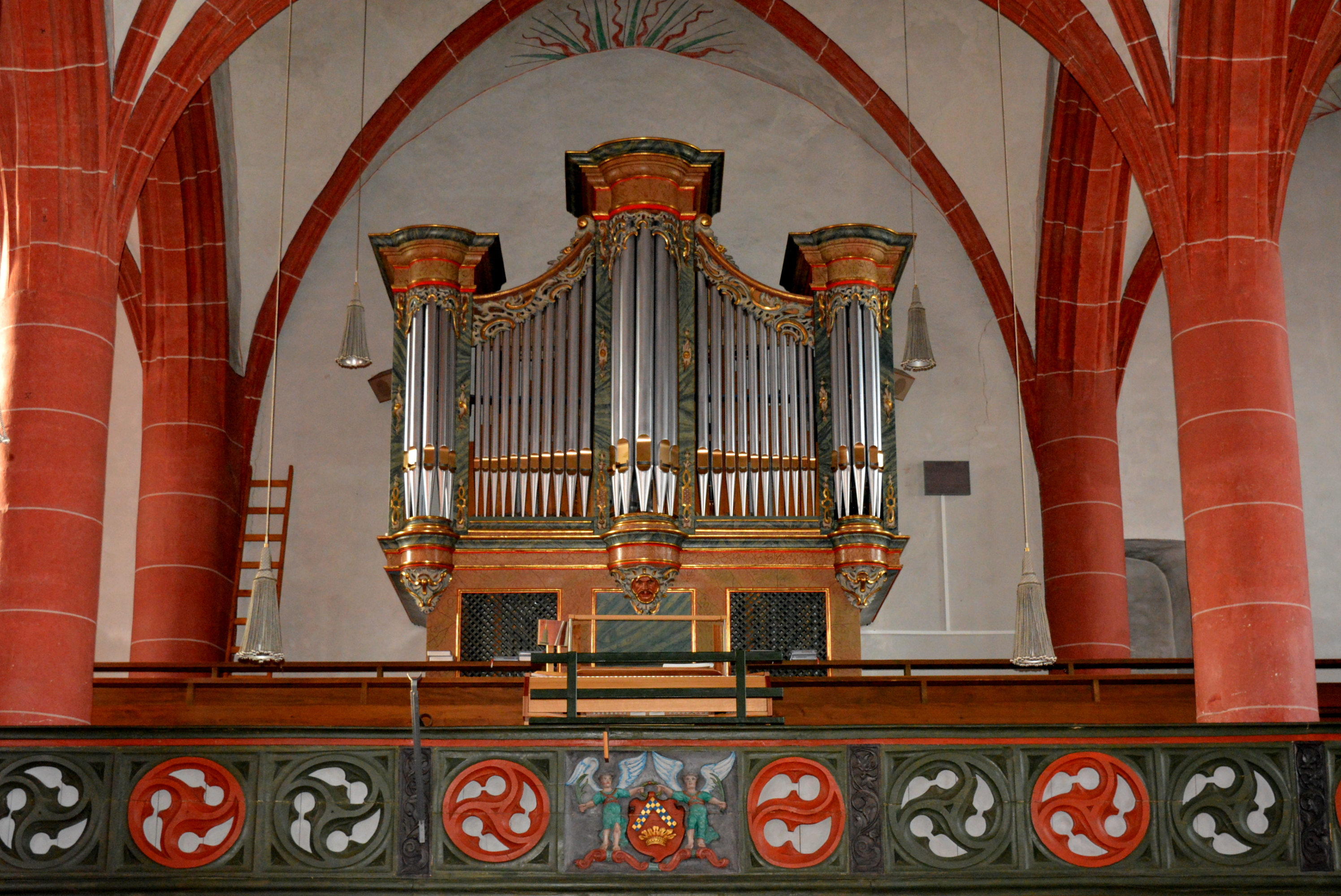
Orgelgehäuse von Roman Benedikt Nollet von 1754 mit einem Werk von Rudolf Oehms (1969), davor die schmuckvoll gearbeitete Emporenbrüstung
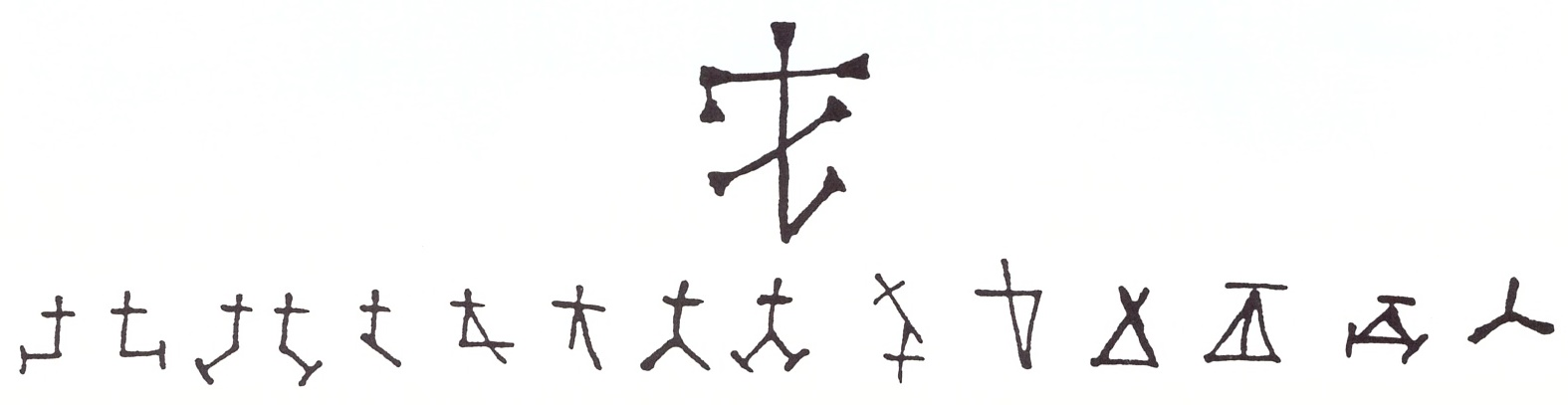
Steinmetzzeichen des 15. Jahrhunderts im Langhaus
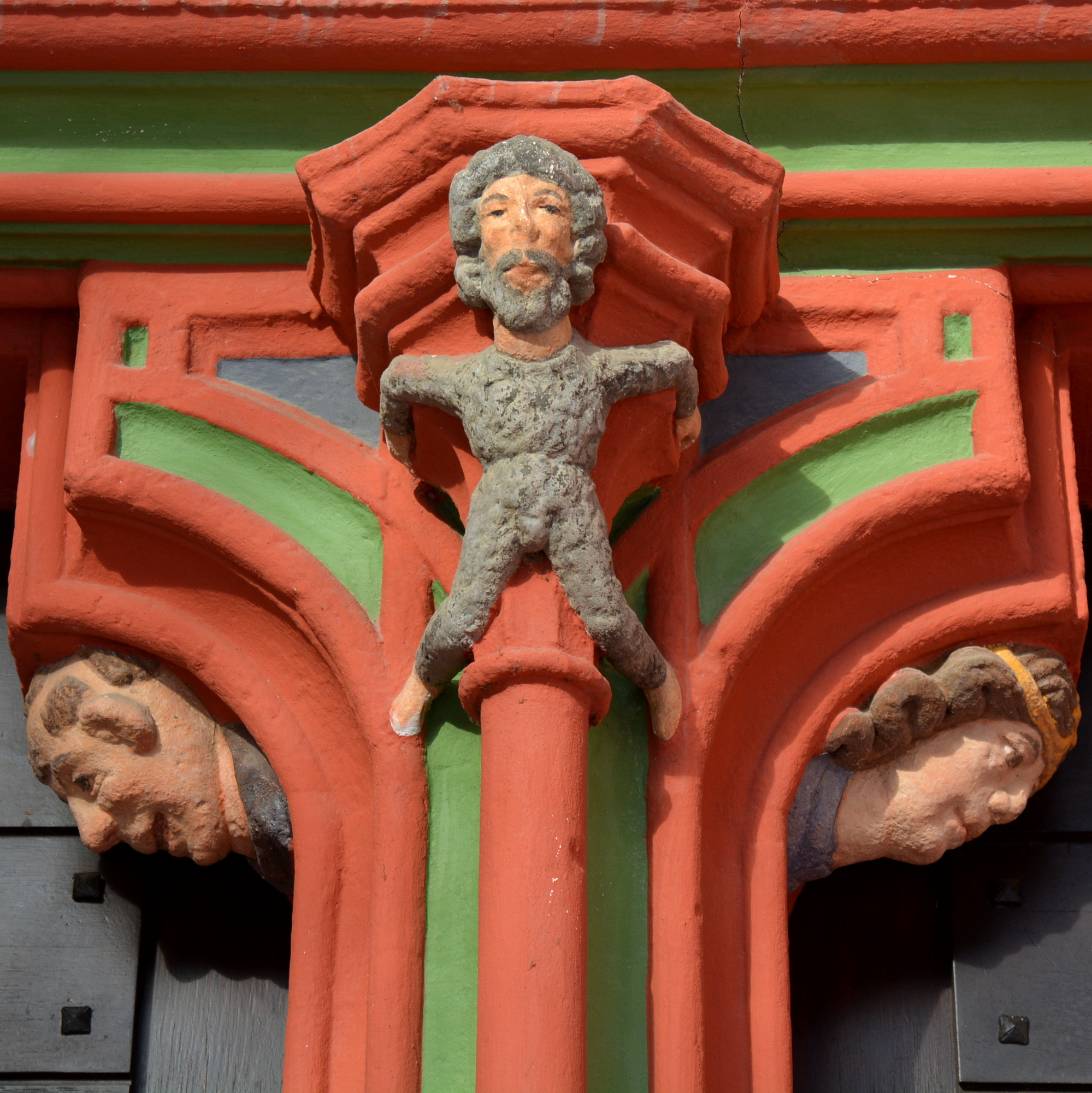
Am Südportal: Wilder Mann zwischen Ecclesia und Faunskopf.
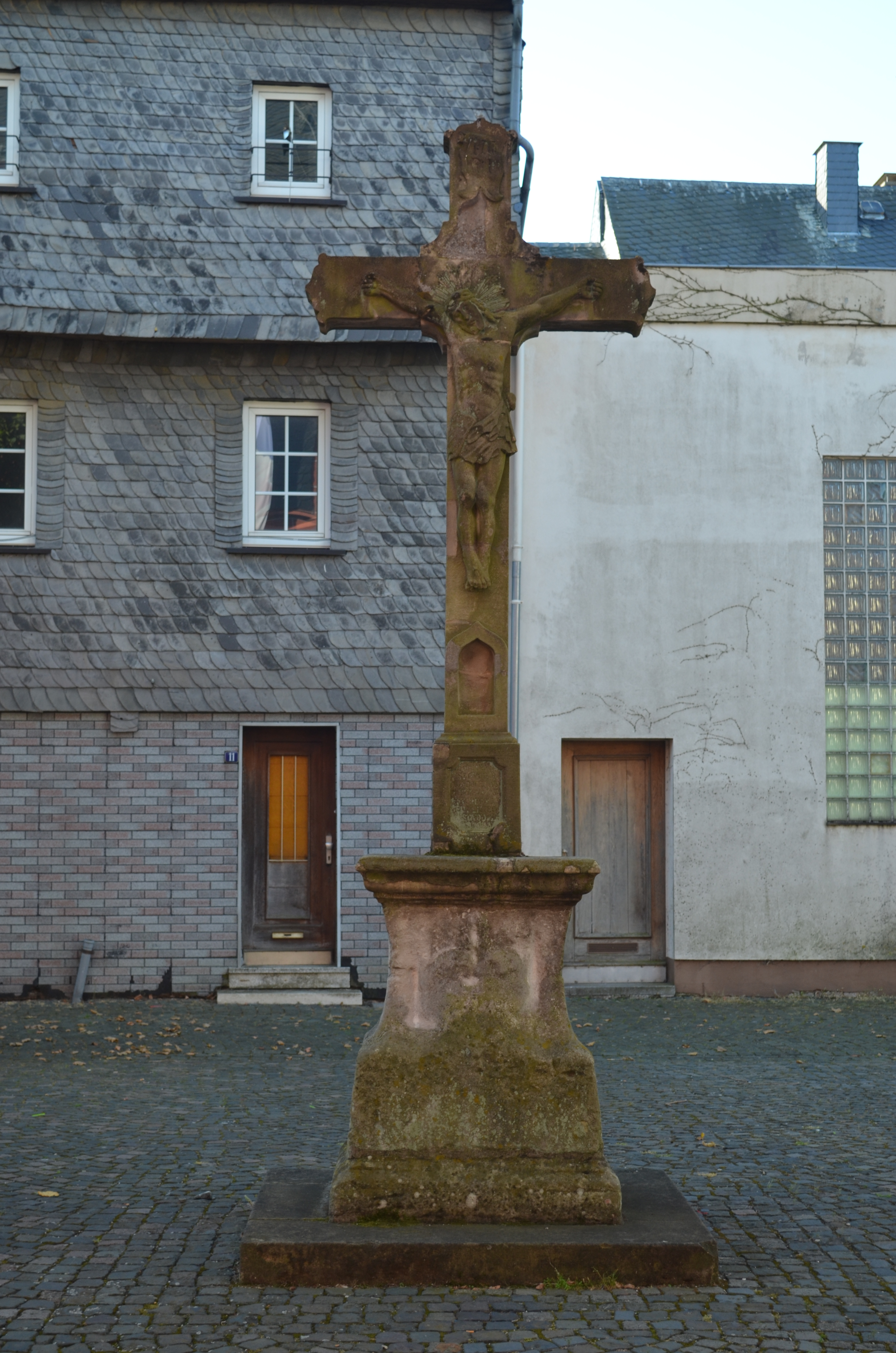
Friedhofskreuz von 1744 vor dem Südportal
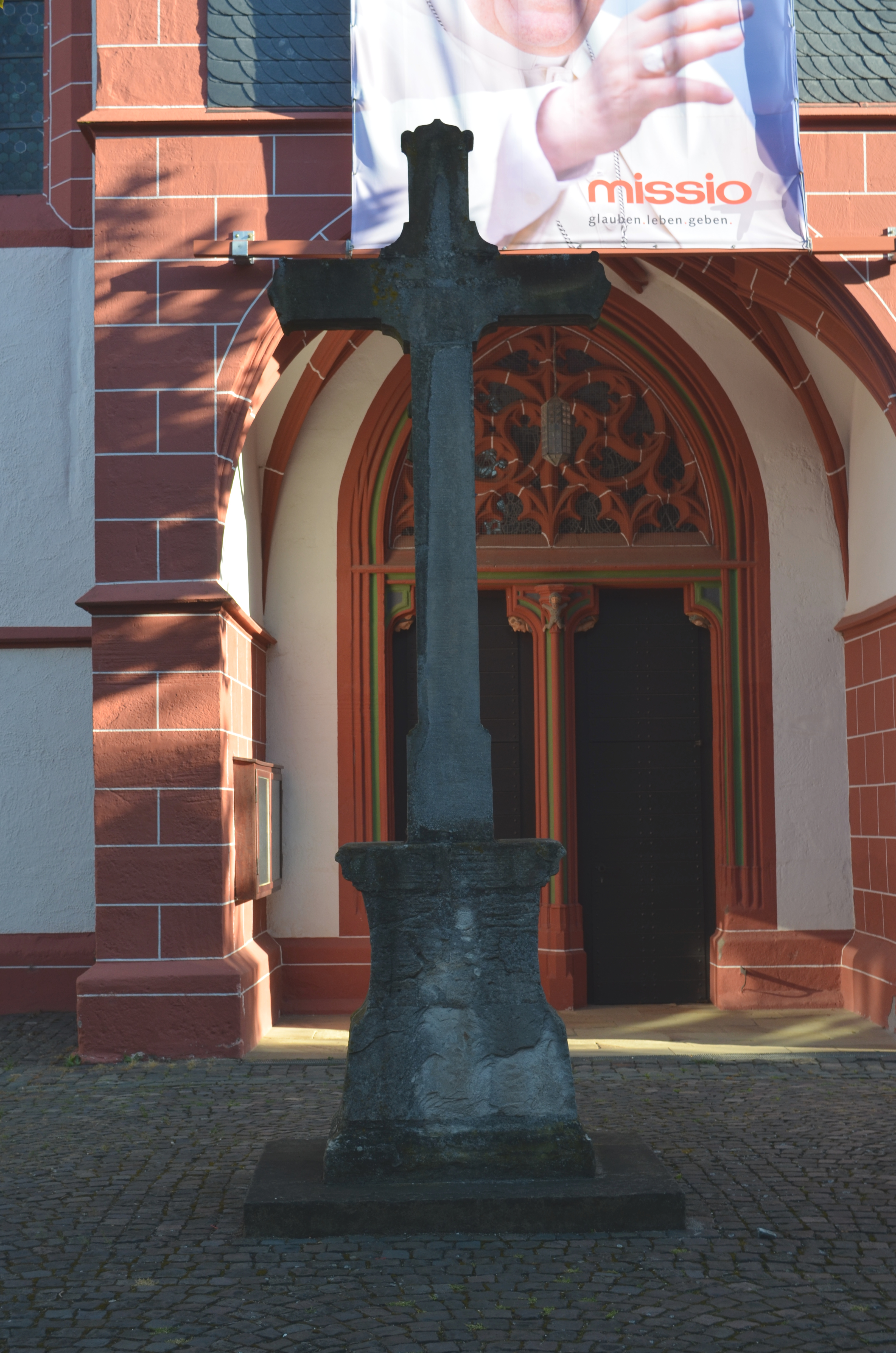
Rückseite des ehemaligen Friedhofskreuzes
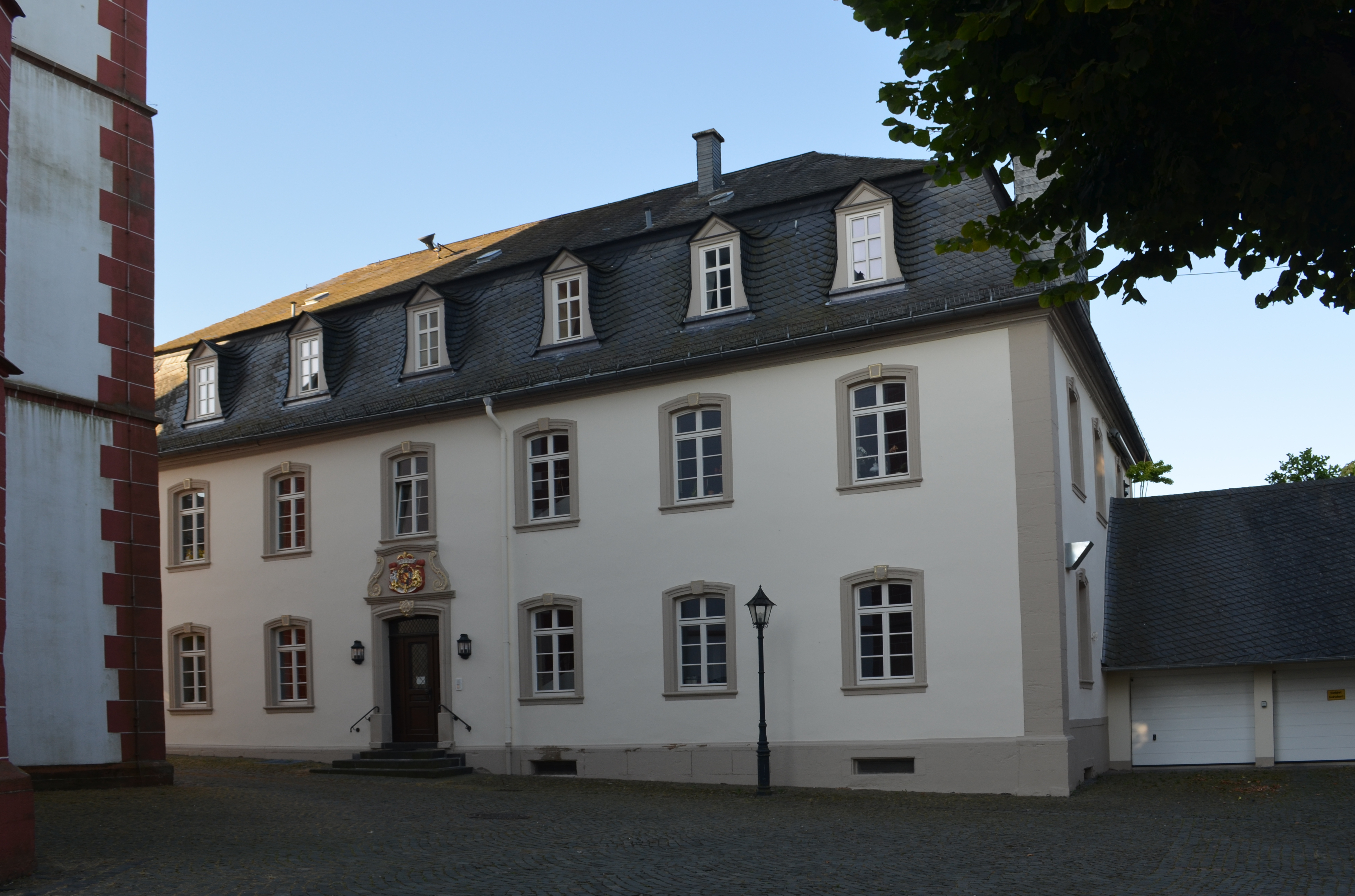
Katholisches Pfarrhaus, früher Piaristenkloster von 1765
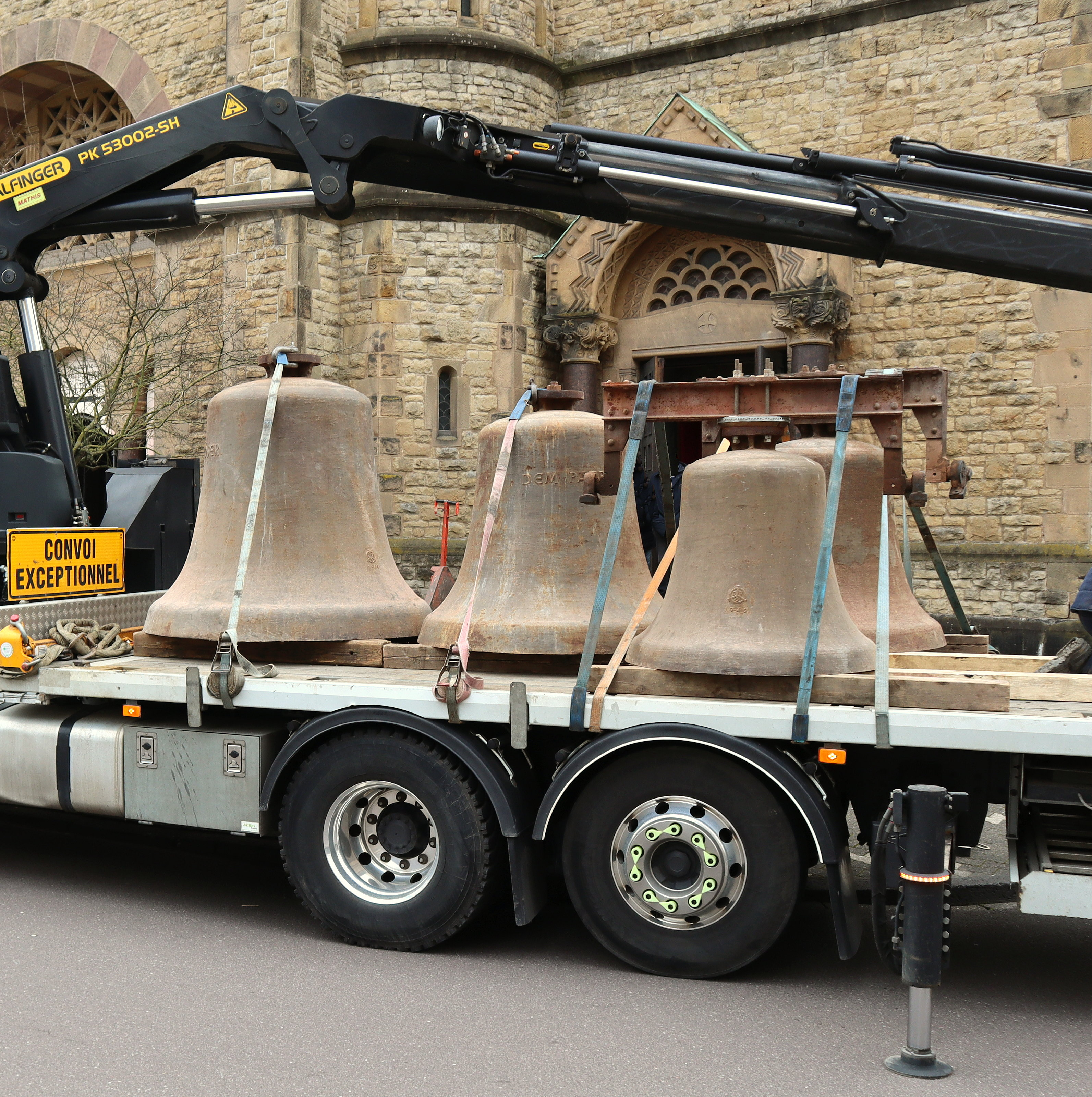
Vier Stahlglocken aus St. Michael, im Februar 2022 entfernt, um sie durch Bronzeglocken der profanierten Kirche Sankt Paulus in Trier zu ersetzen

Der Kirchplatz um die Michaelskirche, der bis 1792 noch als Friedhof gedient hat, ist heute allseits durch Häuserzeilen begrenzt. Vor dem Südportal steht noch ein Friedhofskreuz von 1744 (Kopie) mit der alten Inschrift, die übersetzt lautet: „Das ist Gott, wie das Bildnis lehrt; aber Gott ist nicht das Bildnis selbst. Verehre es stets, aber bete im Geiste an, was du in ihm erkennst.“ Auf der Westseite steht das Barockgebäude des früheren Piaristenklosters aus dem Jahr 1765, das heute als Pfarrhaus und Gemeindezentrum dient. Das (restaurierte) Wappen über dem Portal zeigt den Wappenschild des Markgrafen August Georg von Baden mit seinen Einzelwappen: Vordere Grafschaft Sponheim, Grafschaft Eberstein, Breisgau, Badenweiler, Markgrafschaft Baden, Herrschaft Üsenberg, Rötteln, Lahr und Mahlberg, Hintere Grafschaft Sponheim.

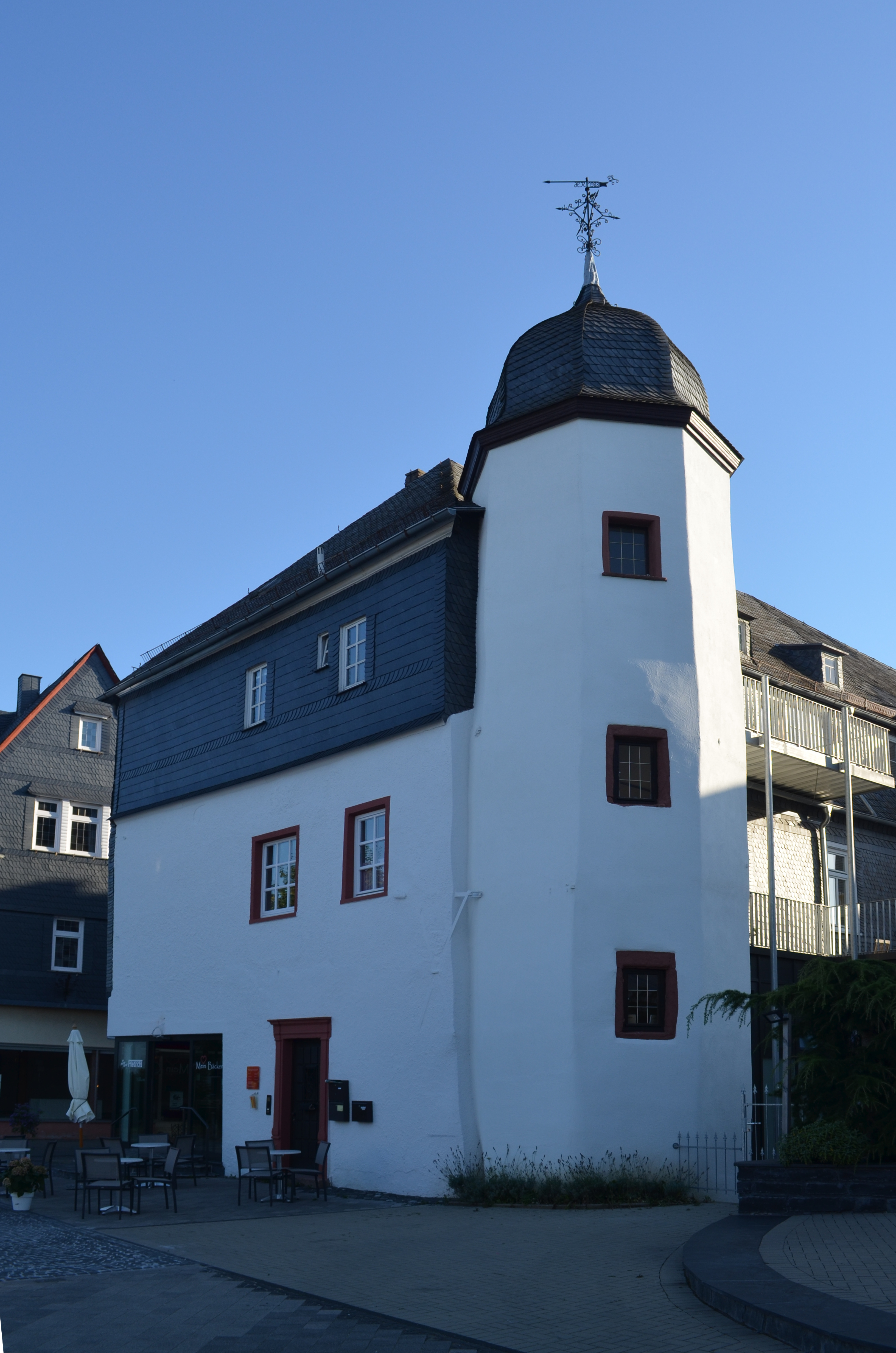
Burghaus mit Treppenturm des Jakob von Eich (1578)
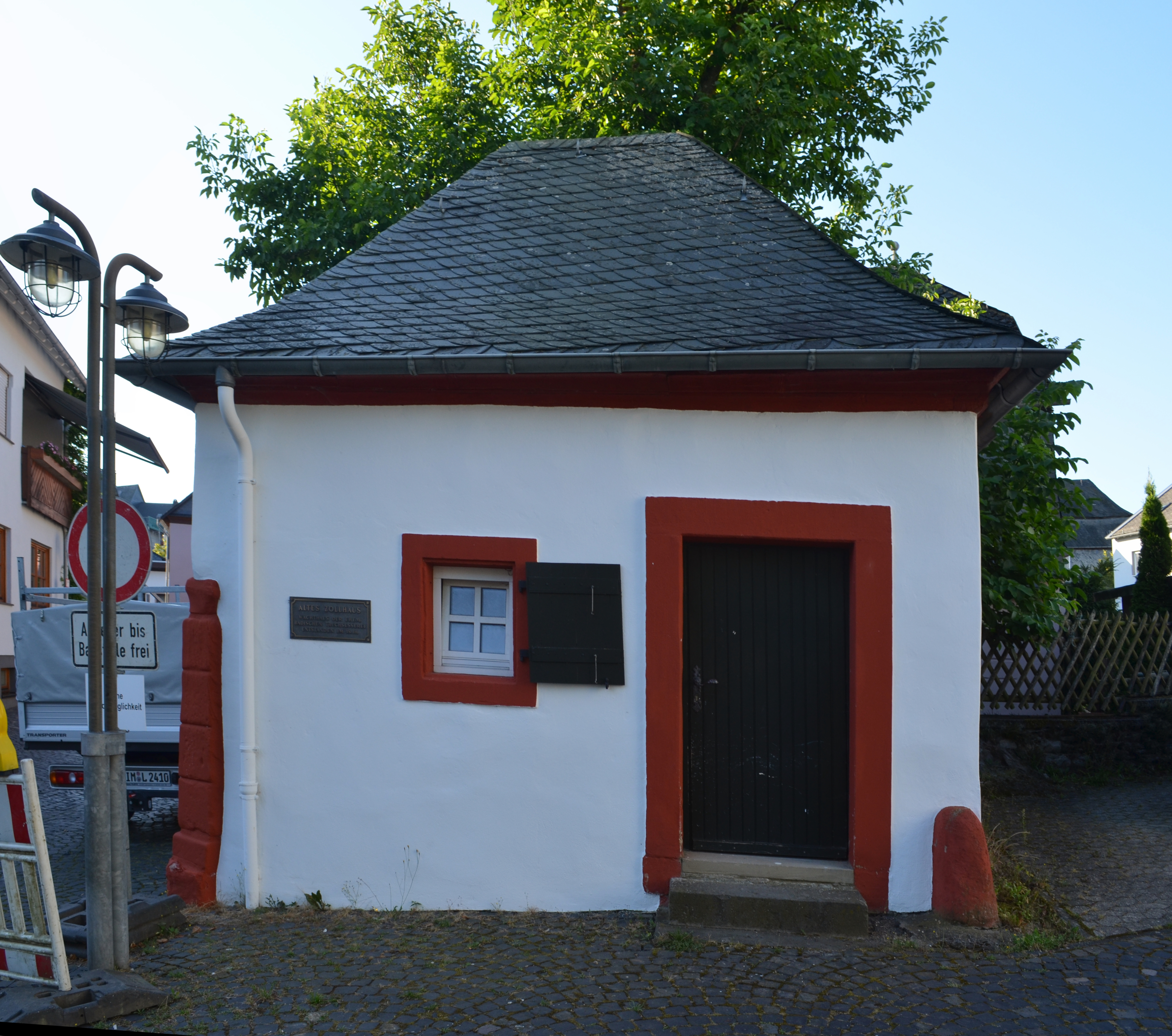
Altes Zollhaus
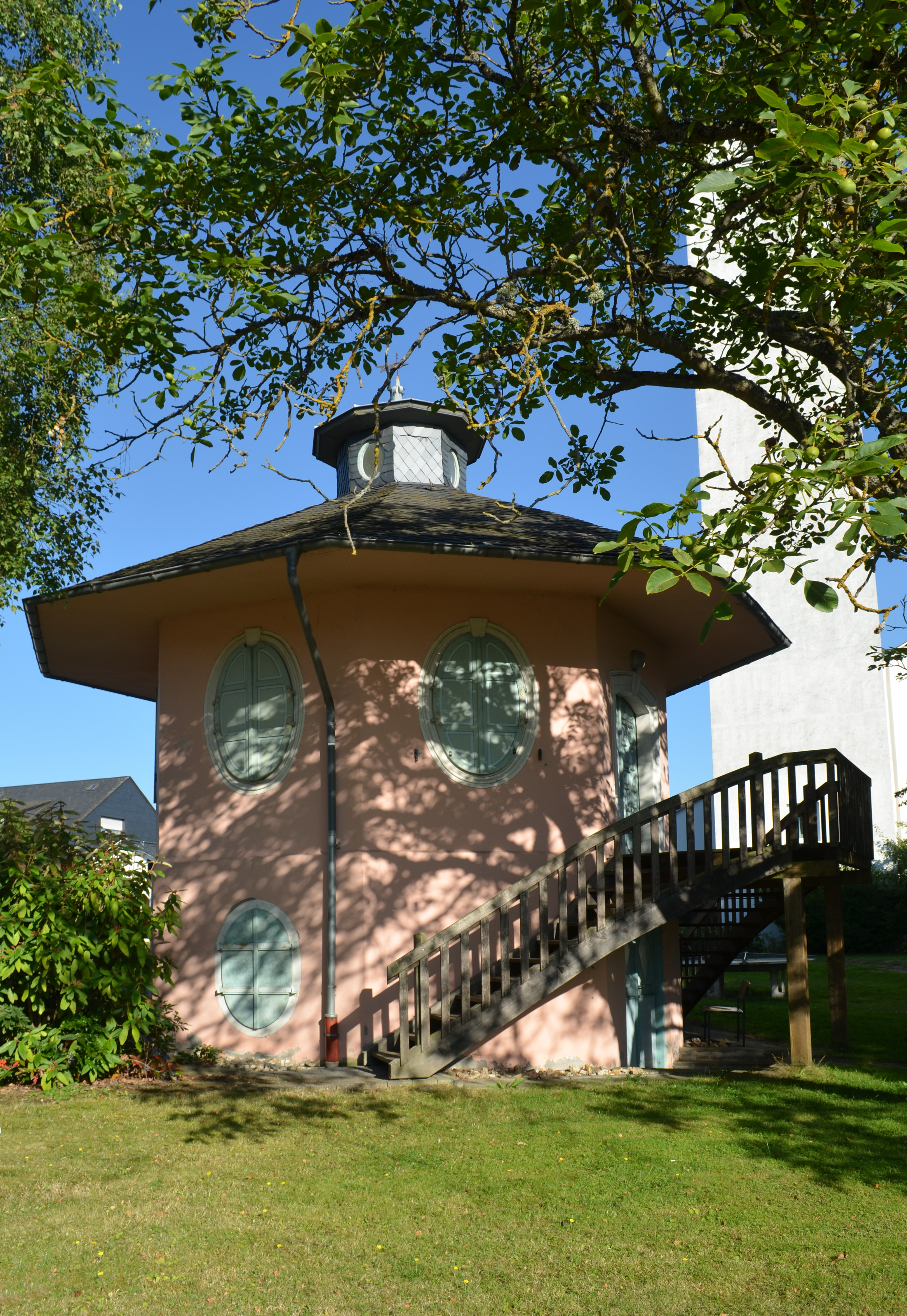
Zweistöckiger Gartenpavillon (um 1780)
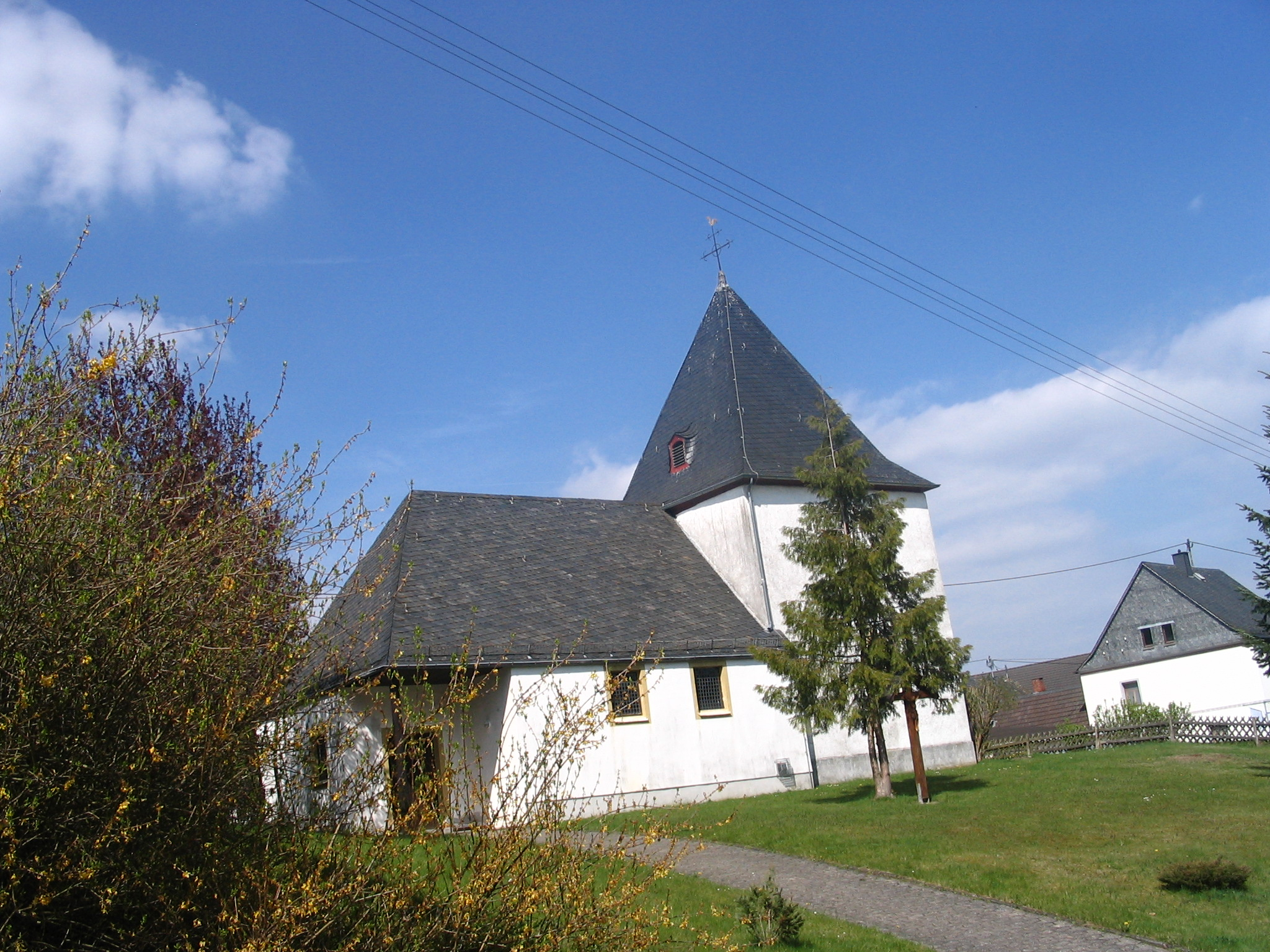
Nikolauskapelle in Denzen mit dem Chorturm von 1236
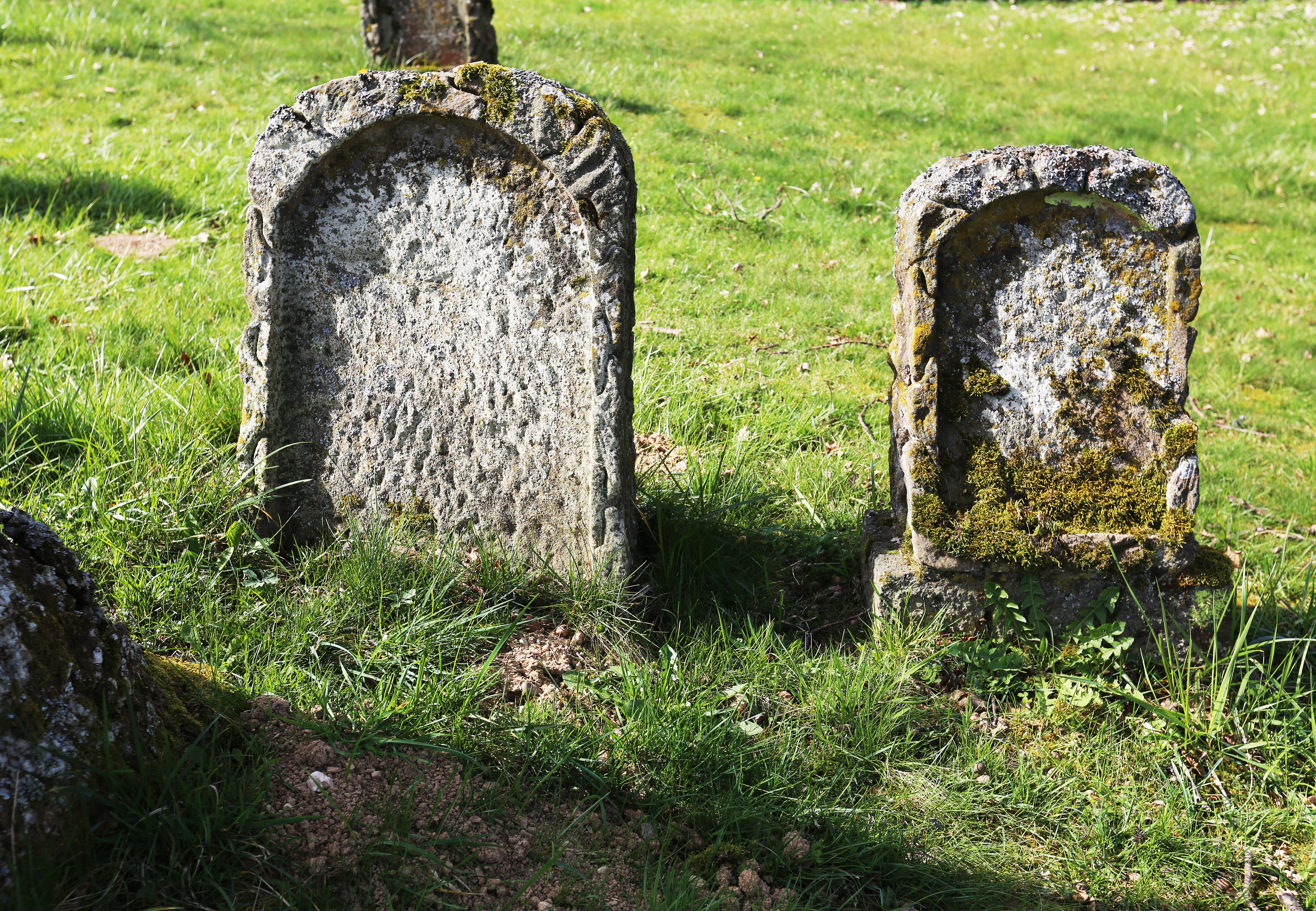
Verwitterte Grabsteine auf dem jüdischen Friedhof

#### Friedenskirche
Die evangelische Friedenskirche mit Gemeindezentrum wurde im Wesentlichen nach den Plänen des Architekten Heinrich Otto Vogel, Trier, gebaut. Der Grundstein wurde dem Portalgewände der Michaelskirche entnommen; der Taufstein, bestehend aus einem in römischer Zeit behauenen, bei den Grabungen unter der Michaelskirche gefundenen Stein, ist ein Geschenk der katholischen Kirchengemeinde. Als Gegengabe schenkte die evangelische Kirchengemeinde der katholischen Kirchengemeinde eine Bronzeschale für den Taufstein im Chor der Michaelskirche.
Der Gartenpavillon und der Ziehbrunnen vor der Friedenskirche bildeten um 1780 das Zentrum eines ummauerten Gartens, der von dem damaligen Badischen Oberamtmann angelegt worden sein soll.

#### Nikolaus-Kapelle
Die heutige Nikolaus-Kapelle in Kirchberg-Denzen mit romanischem Chorturm von 1236 blickt ebenfalls auf eine lange Tradition zurück: Nach den Forschungsergebnissen wurde bereits zwischen 650 und 700 im Bereich des Königshofs Denzen eine Eigenkapelle als Taufkirche errichtet und Johannes dem Täufer als Kirchenpatron geweiht. In ottonischer Zeit (um 955) erfolgte die Umwidmung auf Nikolaus von Myra, einer damals im Rheinland aufgekommenen Verehrung dieses Heiligen folgend. An den Chorturm wurde 1966 ein kleiner Saalraum angebaut.

### Synagoge und jüdischer Friedhof
Die vor allem im 18. bis 20. Jahrhundert in Kirchberg ansässigen Juden waren in einer Kultusgemeinde zusammengeschlossen; sie besaßen eine kleine Synagoge in der heutigen Glöcknergasse, eine Religionsschule und einen eigenen Friedhof an der Metzenhausener Straße, der noch erhalten ist.

### Einwohnerstatistik
| Kirchberg: Einwohnerzahlen von 2012 bis 2024 | Kirchberg: Einwohnerzahlen von 2012 bis 2024 | Kirchberg: Einwohnerzahlen von 2012 bis 2024 | Kirchberg: Einwohnerzahlen von 2012 bis 2024 | Kirchberg: Einwohnerzahlen von 2012 bis 2024 |
| -------------------------------------------- | -------------------------------------------- | -------------------------------------------- | -------------------------------------------- | -------------------------------------------- |
| Jahr                                         |                                              |                                              |                                              | Einwohner                                    |
| 2012                                         | 2012                                         |                                              | 3.794                                        | 3.794                                        |
| 2015                                         | 2015                                         |                                              | 3.891                                        | 3.891                                        |
| 2020                                         | 2020                                         |                                              | 3.984                                        | 3.984                                        |
| 2024                                         | 2024                                         |                                              | 4.189                                        | 4.189                                        |
| Quelle(n): statistik.rlp.de                  |                                              |                                              |                                              |                                              |

## Politik

### Stadtrat
Der Stadtrat in Kirchberg (Hunsrück) besteht aus 20 Ratsmitgliedern und dem Vorsitzenden.
Die Sitze im Rat verteilen sich wie folgt: SPD 3, CDU 6, FDP 4, FREIE WÄHLER 4, FWG Stadt Kirchberg 3.
Vorherige Sitzverteilungen:
| Wahl | SPD | CDU | FDP | FWG | Gesamt   |
| 2019 | 4   | 6   | 5   | 5   | 20 Sitze |
| 2014 | 4   | 8   | 3   | 5   | 20 Sitze |
| 2009 | 4   | 8   | 4   | 4   | 20 Sitze |
| 2004 | 4   | 9   | 2   | 5   | 20 Sitze |
| 1999 | 5   | 10  | 2   | 3   | 20 Sitze |

### Bürgermeister
- 1994–2004: Hans Dunger[24][25]
- 2004–2009: Werner Elsen[26]
- 2009–2019: Udo Kunz[27]
- seit 2019: Werner Wöllstein

Werner Wöllstein (FDP) setzte sich in der Stichwahl am 16. Juni 2019 mit einem Stimmenanteil von 66,61 % gegen den bisherigen Amtsinhaber Udo Kunz durch, nachdem bei der Kommunalwahl am 26. Mai 2019 keiner der ursprünglich drei Bewerber eine ausreichende Mehrheit erzielen konnte. Bei der Bürgermeisterwahl am 9. Juni 2024 setzte sich Wöllstein bei einer Wahlbeteiligung von 52,6 % ohne Gegenkandidaten mit 77,2 % der Stimmen durch.

### Wappen und Siegel
Blasonierung: „In Rot ein von Gold (Gelb) und Blau zweireihig geschachter Sparren, darunter eine goldene (gelbe) Helmkrone.“
Das Wappen wurde dem Stadtsiegel aus dem 14. Jahrhundert nachgebildet. Der geschachte Sparren ist eine Wappenvariante des Wappens der Grafen von Sponheim, Vordere Grafschaft, welche Kirchberg 1259 Stadtrechte verliehen. Die Bedeutung der Krone ist unklar; möglicherweise verweist sie auf die Reichstreue der Sponheimer oder eher auf das Krongut zu Zeiten der fränkischen Könige, das dann 1248 an die Sponheimer kam. Die Krone kommt u. a. auch in den Wappen von Kastellaun und Sohren vor.

### Städtepartnerschaft
Kirchberg (Hunsrück) unterhält eine Partnerschaft mit der französischen Stadt Villeneuve-l’Archevêque in Burgund.

## Bildung, Kultur und Sehenswürdigkeiten
In der Stadt Kirchberg gibt es eine Grund- und eine Kooperative Gesamtschule.
Das Kirchberger Heimatmuseum in der Eifelgasse vermittelt einen Eindruck vom Leben in den vergangenen Jahrhunderten.
Zu den sehenswerten Gebäuden gehören:
- Kirche St. Michael (13. und 15. Jahrhundert) und Kirchplatz mit dem Katholischen Pfarrhaus (1765)
- Rathaus (17. Jh./1746) und Marktplatz[33]
- Fachwerkhaus Marktplatz 6 mit fünfseitigem Erker (1698)
- Schwanen-Apotheke Marktplatz 4, typisches Fachwerkhaus des 17. Jahrhunderts (das Apothekenprivileg wurde erstmals 1752 durch den Markgrafen von Baden erteilt; damit war[34] die Kirchberger Apotheke die älteste auf dem Hunsrück)
- Eckhaus mit Fachwerk Marktplatz 11 (2. Hälfte des 17. Jahrhunderts) neben dem Zugang zum Kirchplatz,
- Hauptstraße 17 und 19 auf der Südseite des Marktplatzes, Mitte des 18. Jahrhunderts als „Badische Försterei“ und „Badische Gendarmerie“ des Badischen Oberamts Kirchberg erbaut (heute teilweise durch Umbauten ersetzt)
- Heimatmuseum in der Eifelgasse, Fachwerkhaus von 1732[35]
- ehemaliger Adelshof der Familie von Eich, Hauptstraße 75, mit Treppenturm und Wendeltreppe von 1578
- Wasserturm von 1899, der bis vor einigen Jahren in die kommunale Wasserversorgung integriert war
- Historischer Römerbrunnen im Ortsteil Denzen
- Jugendzentrum „Am Zug“, seit dem ersten Öffnungstag am 18. Februar 2003 ein überkonfessioneller Treffpunkt für Jugendliche ab 12 Jahren mit ganztägiger Betreuung in Trägerschaft des international humanitär tätigen Vereins we-SHARE (Mitglied im Paritätischen Wohlfahrtsverband Rheinland-Pfalz/Saarland). Verschiedene Projekte und Aktionen gibt es für Kinder ab 6 Jahren (KinderKino Kirchberg, Sommerferienprogramm "KINDER AM ZUG!", Angebote des künstlerischen Gestaltens)
- Evangelische Friedenskirche (1965–1967), erbaut nach Plänen von Heinrich Otto Vogel (Trier), an der Simmerner Straße. Orgel der Gebr. Oberlinger (Windesheim) mit 23 Registern.

Kirchberg war 1981 Drehort des deutschen Spielfilms Regentropfen. Der autobiografische Film des in Kirchberg geborenen Autors und Schauspielers Harry Raymon erzählt eine Geschichte jüdischer Kinder während der Zeit des Nationalsozialismus in Deutschland. Die Rollen wurden u. a. mit den Darstellern Elfriede Irrall, Walter Renneisen, Giovanni Früh, und Pit Krüger besetzt. Regentropfen war Film des Monats Juni 1982 der Jury der Evangelischen Filmarbeit.

## Alte Stadtansichten

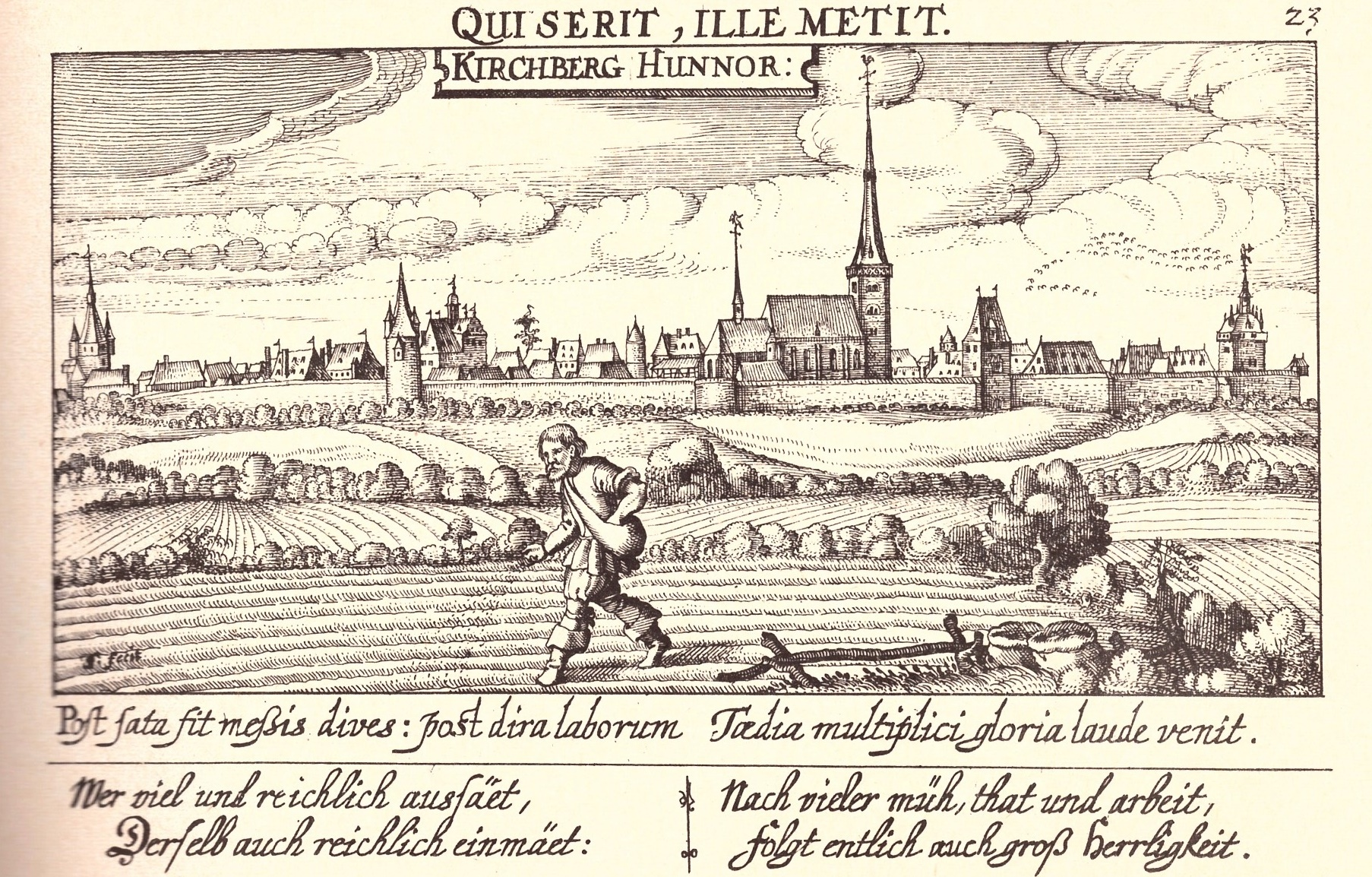
Meisner/Kieser: Thesaurus Philopoliticus Band II, 3.23, Frankfurt 1629

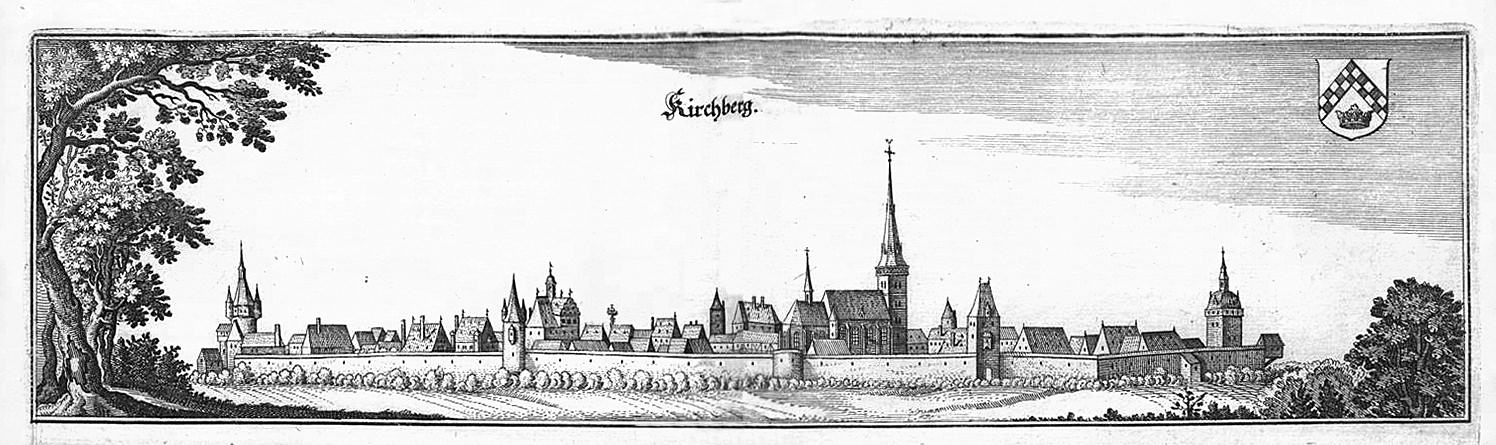
Matthäus Merian: Topographia Palatinatus Rheni et Vicinarum Regionum, Frankfurt 1645

In den beiden bedeutenden Sammelwerken von Städtebildern des 17. Jahrhunderts von Daniel Meisner und Eberhard Kieser mit dem Titel Thesaurus philopoliticus oder Politisches Schatzkästlein sowie von Matthäus Merian Topographia Germaniae finden sich jeweils auch Kupferstiche von Kirchberg. Die erstgenannte Abbildung „Kirchberg/Hunnor“ aus dem Jahr 1629 hat der Kupferstecher Sebastian Furck angefertigt, worauf die Signatur SF fecit hinweist. Sebastian Furck hat auch den Kupferstich von Kastellaun gefertigt, der folgende Besonderheit aufweist: Im Vordergrund rechts ist der Zeichner und Kupferstecher Sebastian Furck (1598 in Alterkülz bei Kastellaun geboren) selbst abgebildet, wie er vor der Silhouette von Kastellaun sitzend seinen Verleger Eberhard Kieser (1583 in Kastellaun geboren) vor dessen Heimatstadt stehend im Bild festhält.
Die zweite Stadtansicht von Matthäus Merian stammt von 1645; in der Beschreibung dazu heißt es über Kirchberg wörtlich: „Ist nicht groß, aber vor diesem Krieg (gemeint ist der Dreißigjährige Krieg) fein erbaut gewesen“.
Ein Ölgemälde von Kirchberg (vor 1610) ist nur in alten Fotografien erhalten. Für die Stadtgeschichte aufschlussreich sind auch drei Stadtgrundrisse aus den Jahren 1635, 1655 und 1688.

## Freizeit und Sport
Kirchberg hat ein Hallen- sowie ein Freibad, mehrere Tennisplätze, eine Tennishalle, das offene Jugendzentrum „Am Zug“ sowie eine Indoorkletterhalle.
Der Freiherr-von-Drais-Radweg führt 14 km rund um die Stadt. Der Lützelsoon-Radweg nach Kirn beginnt in Kirchberg. Zahlreiche Wanderwege gehen ins Umland, darunter auch als Fernwege der Keltenweg Nahe–Mosel und der Ausoniusweg. Weiterhin gibt es einen Sportverein, den TuS Kirchberg 1909, dessen Herren-Fußballmannschaft in der Fußball-Oberliga Rheinland-Pfalz/Saar spielt, sowie einen Handballverein, den HSV Kirchberg 1974.

## Persönlichkeiten

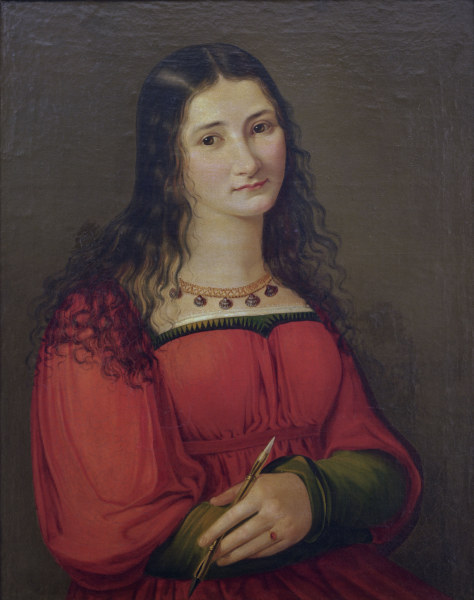
Sophie Reinhard, Selbstbildnis 1812

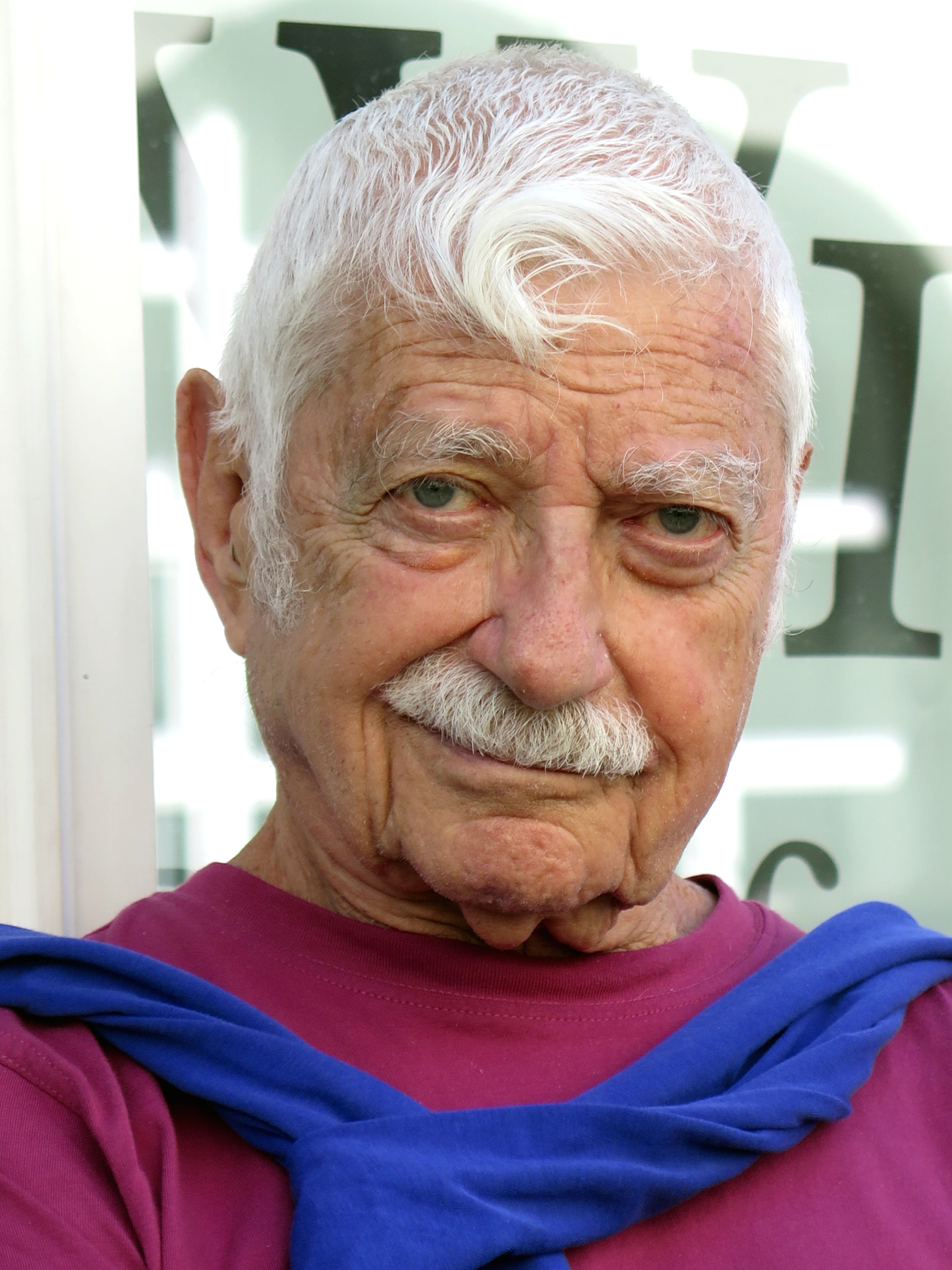
Harry Raymon, 2016, Schriftsteller, Schauspieler, Filmemacher

### Söhne und Töchter der Stadt
- Johannes Rulitius (1602–1666), Pfarrer in Dorchester, Heidelberg und Amsterdam
- Sophie Reinhard (1775–1844), Malerin
- Wilhelm Ludwig Frommel (1795–1869), evangelischer Geistlicher und Pädagoge, Ehrenbürger von Pforzheim
- Hubert Josef Cadenbach (1800–1867), Jurist, Oberbürgermeister von Koblenz 1857–1867
- Nanny Lambrecht (1868–1942), dem Hunsrück verbundene Romanautorin
- Otto Back (1834–1917), Landrat in Simmern, Bürgermeister von Straßburg, Landtagspräsident
- Harry Raymon (* 1926 in Kirchberg als Harry Heymann), Autor, Schauspieler, Filmemacher
- Barthold C. Witte (1928–2018), Ministerialbeamter
- Klaus Schmittinger (* 1950), Tischtennisspieler

### Weitere Persönlichkeiten
Personen, die in Kirchberg gelebt haben, aber hier nicht geboren sind:
- Karl Wilhelm Ludwig Friedrich Drais Freiherr von Sauerbronn (1755–1830), Obervogt und Literat, später Oberhofgerichtspräsident und Baden-Historiker
- Karl von Drais (1785–1851), Erfinder des Zweiradprinzips sowie einer „Schnellschreibmaschine“ mit 16 Tasten; lebte als Kind von 1790 bis 1794 in Kirchberg
- Paulgerhard Gladen (1926–2023), Rechtsanwalt und Studentenhistoriker